# Biserica fortificată din Laslea

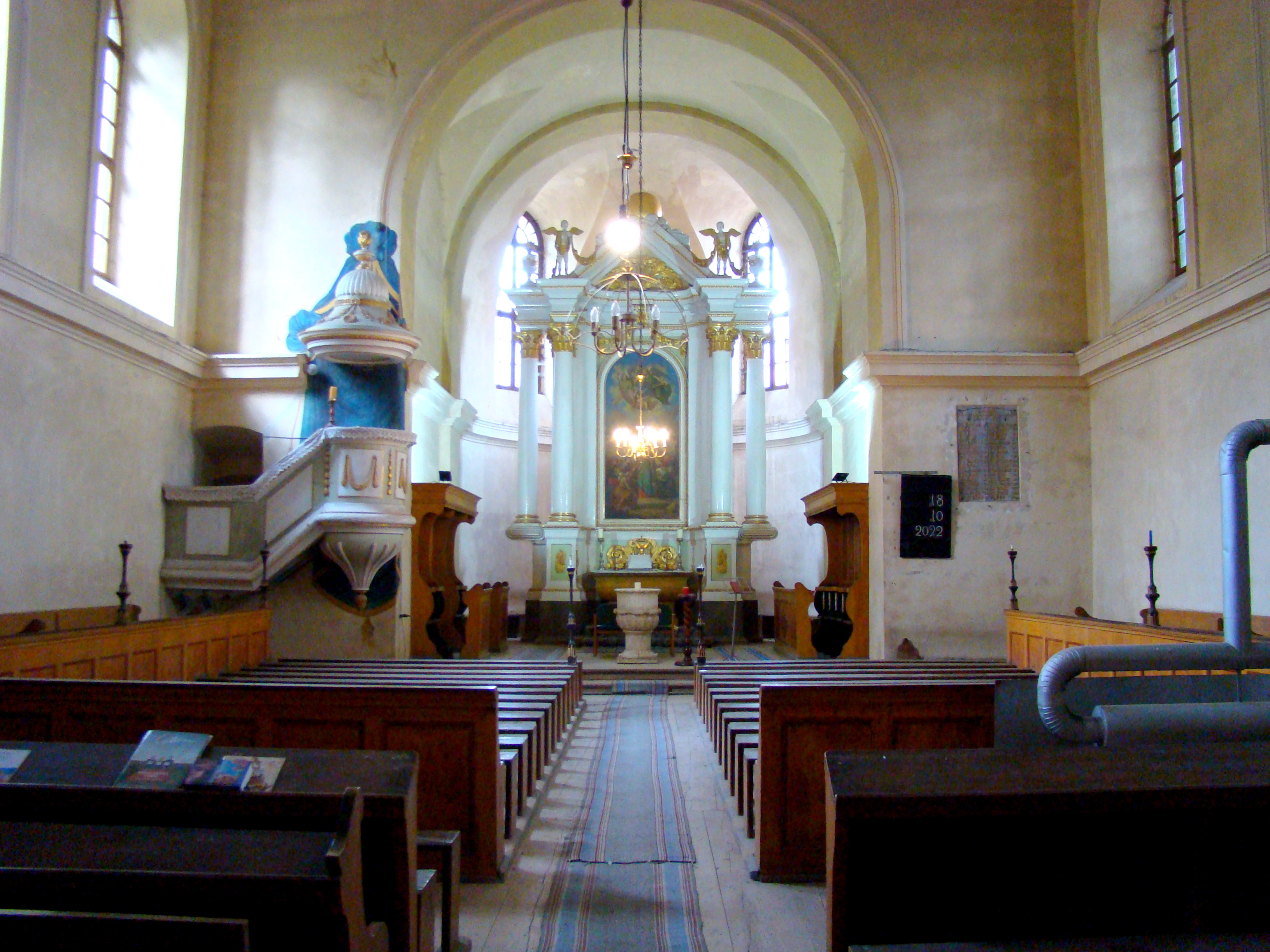
Nava spre altar

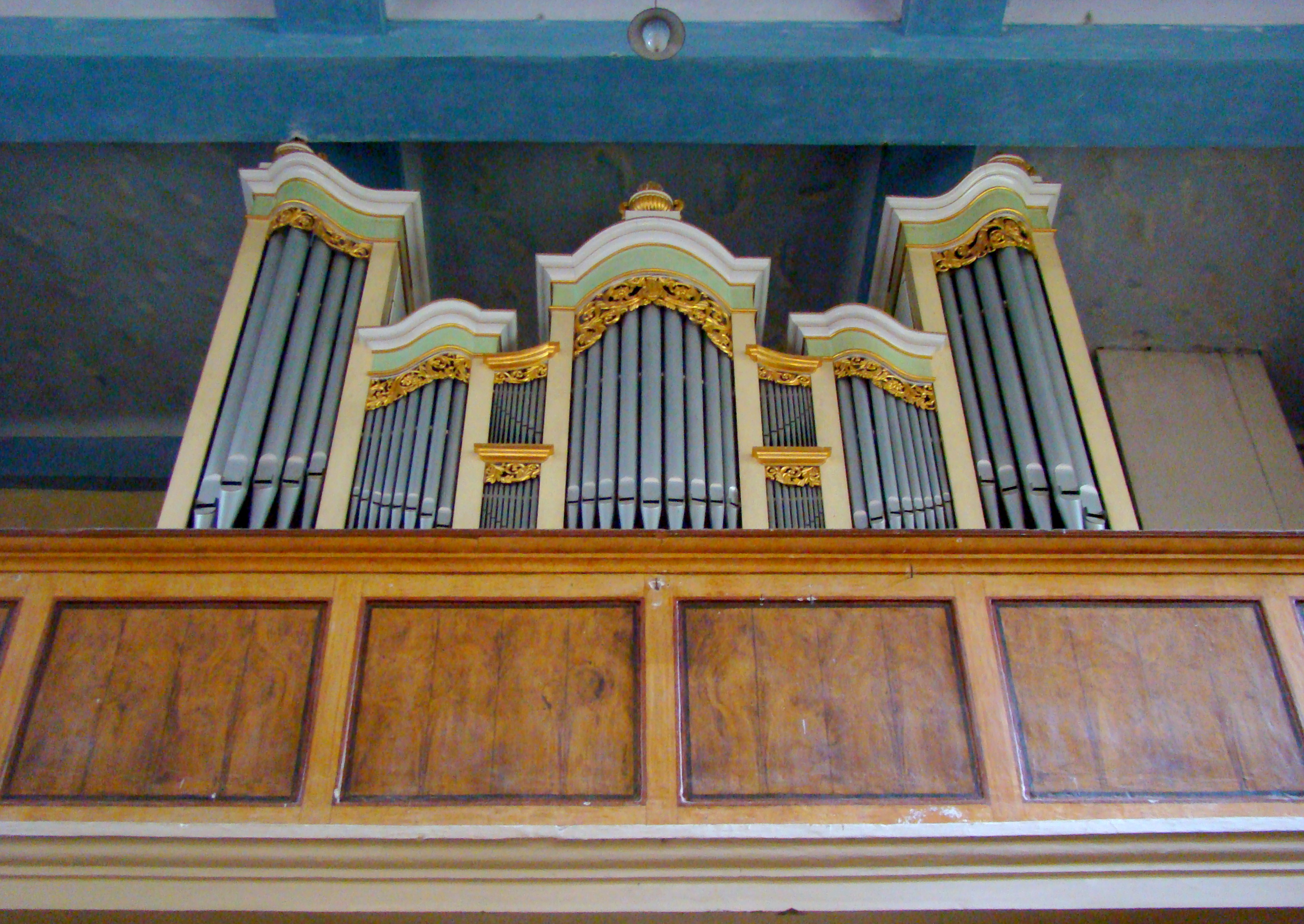
Orga din balconul vestic al bisericii construită de Carl Schneider în anul 1844

Biserica fortificată din Laslea este un ansamblu de monumente istorice aflat pe teritoriul satului Laslea, comuna Laslea.
Ansamblul este format din următoarele monumente:
- Biserica evanghelică (cod LMI SB-II-m-B-12410.01)

## Localitatea
Laslea, mai demult Laslea Mare, (în dialectul săsesc Grisz-Lasseln, Lasln, în germană Großlasseln, în maghiară Szászszentlászló, Nagyszászszentlászló, colocvial Szentlászló) este satul de reședință al comunei cu același nume din județul Sibiu, Transilvania, România. Prima mențiune documentară a localității datează din anul 1317. Localitatea făcea parte dintr-un mănunchi de cinci sate revendicate de abatele de la Mănăștur, dar curând după mijlocul secolului al XIV-lea devine sat liber în Scaunul Sighișoara.

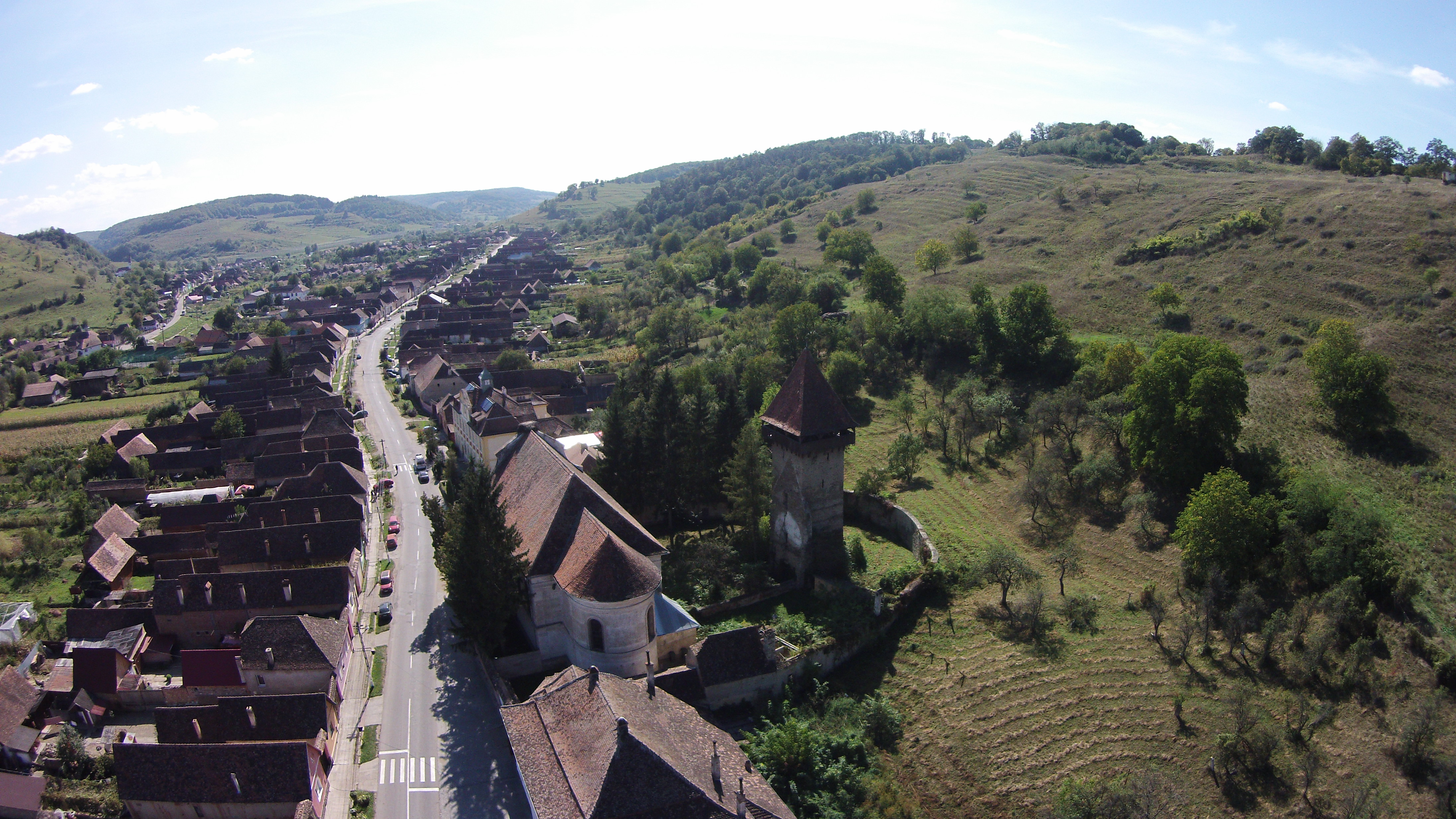
Vedere aeriană: biserica şi localitatea

## Biserica
La sfârșitul secolului al XIII-lea a fost construită o bazilică cu trei nave și turn în partea de vest, cu hramul Sfântul Ladislau. A fost demolată în anul 1840, excepție făcând turnul clopotniță. Construcția actualei biserici a început în anul 1842, iar între anii 1844-1845 au fost confecționate stranele, balcoanele, altarul, cristelnița și amvonul. Biserica nouă este înconjurată de un zid de incintă de mică înălțime. Din vechea fortificație s-au păstrat doar drumul de strajă și orificiile de tragere ale turnului.

## Imagini din interior

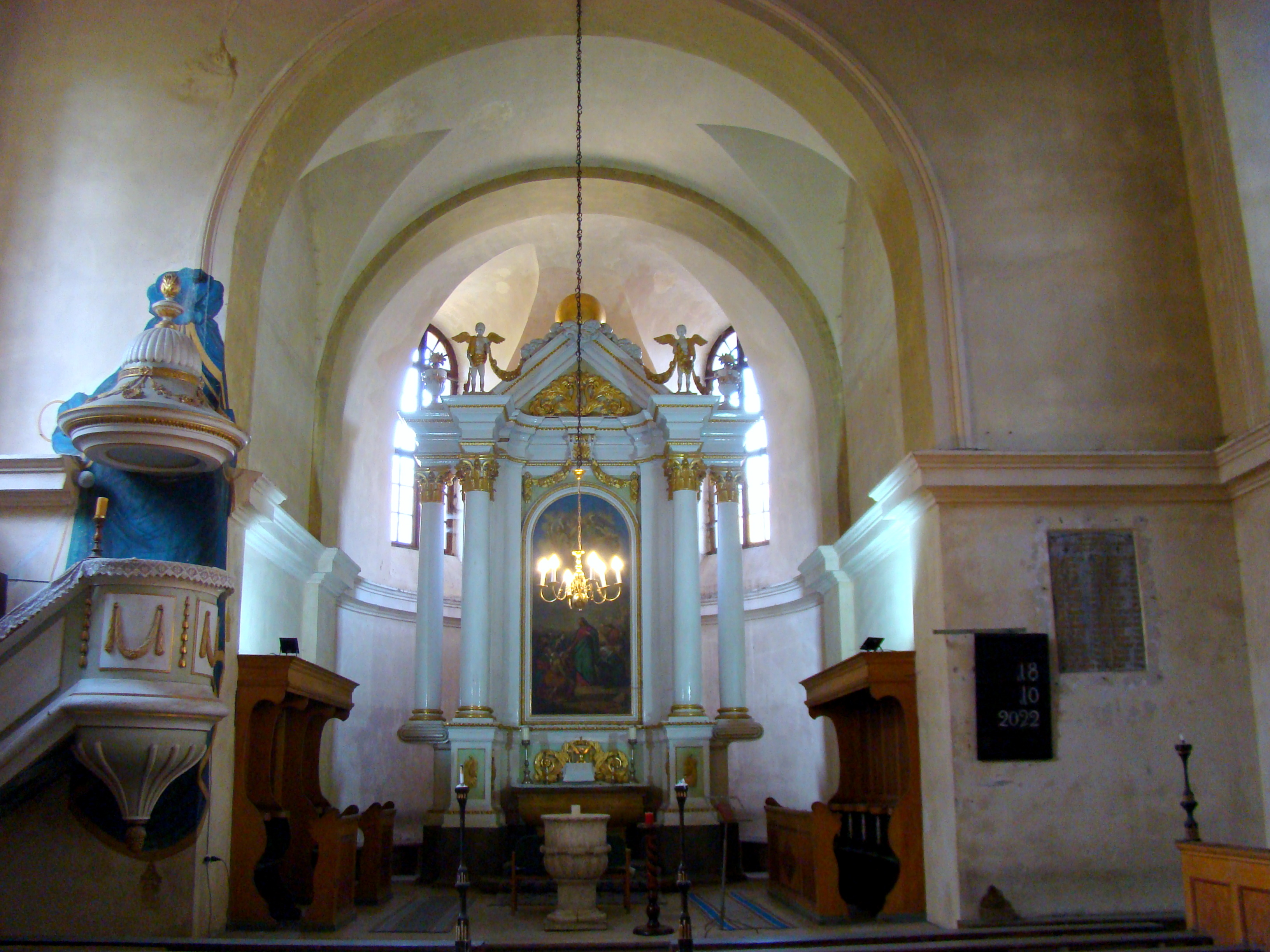
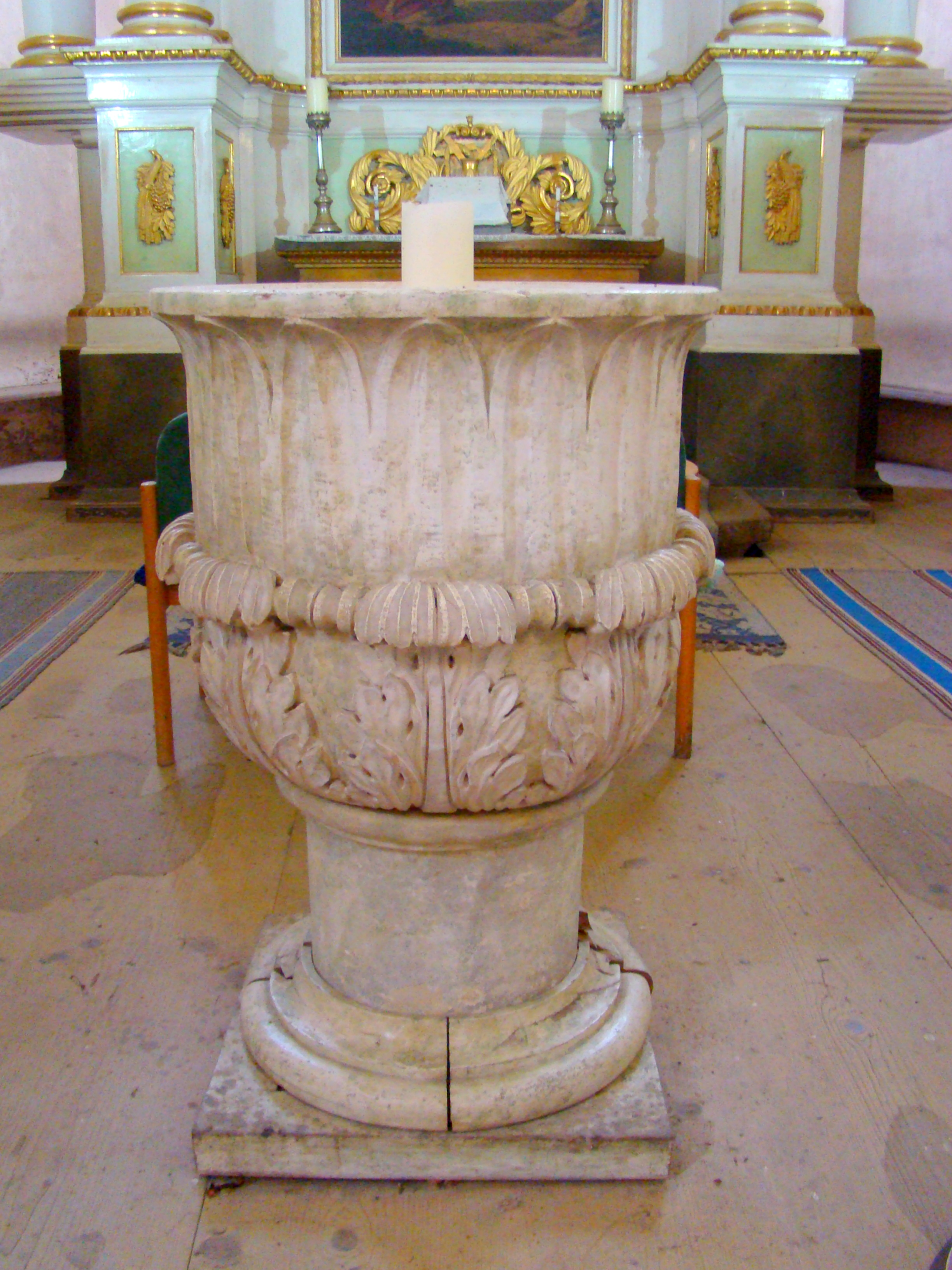
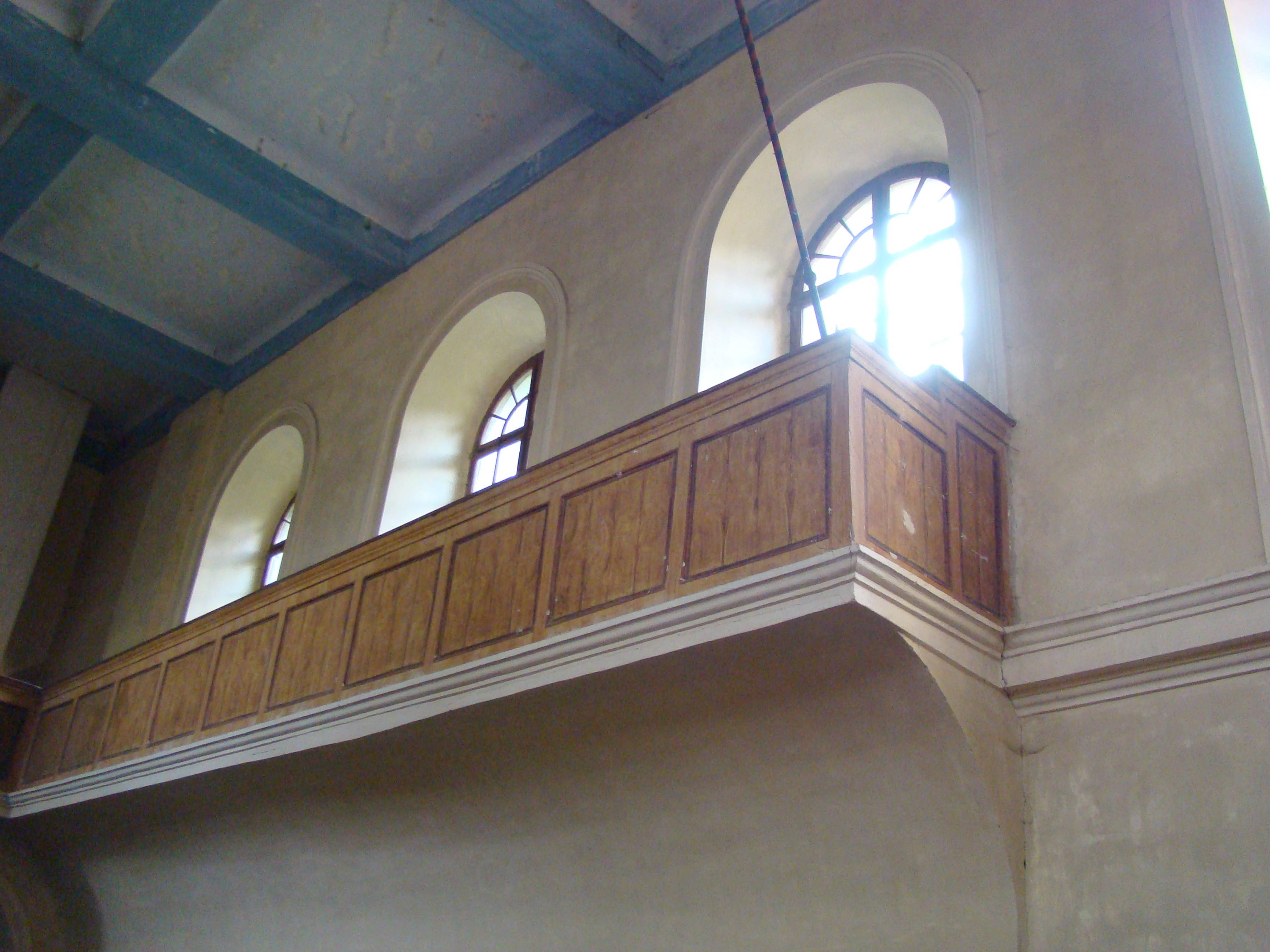
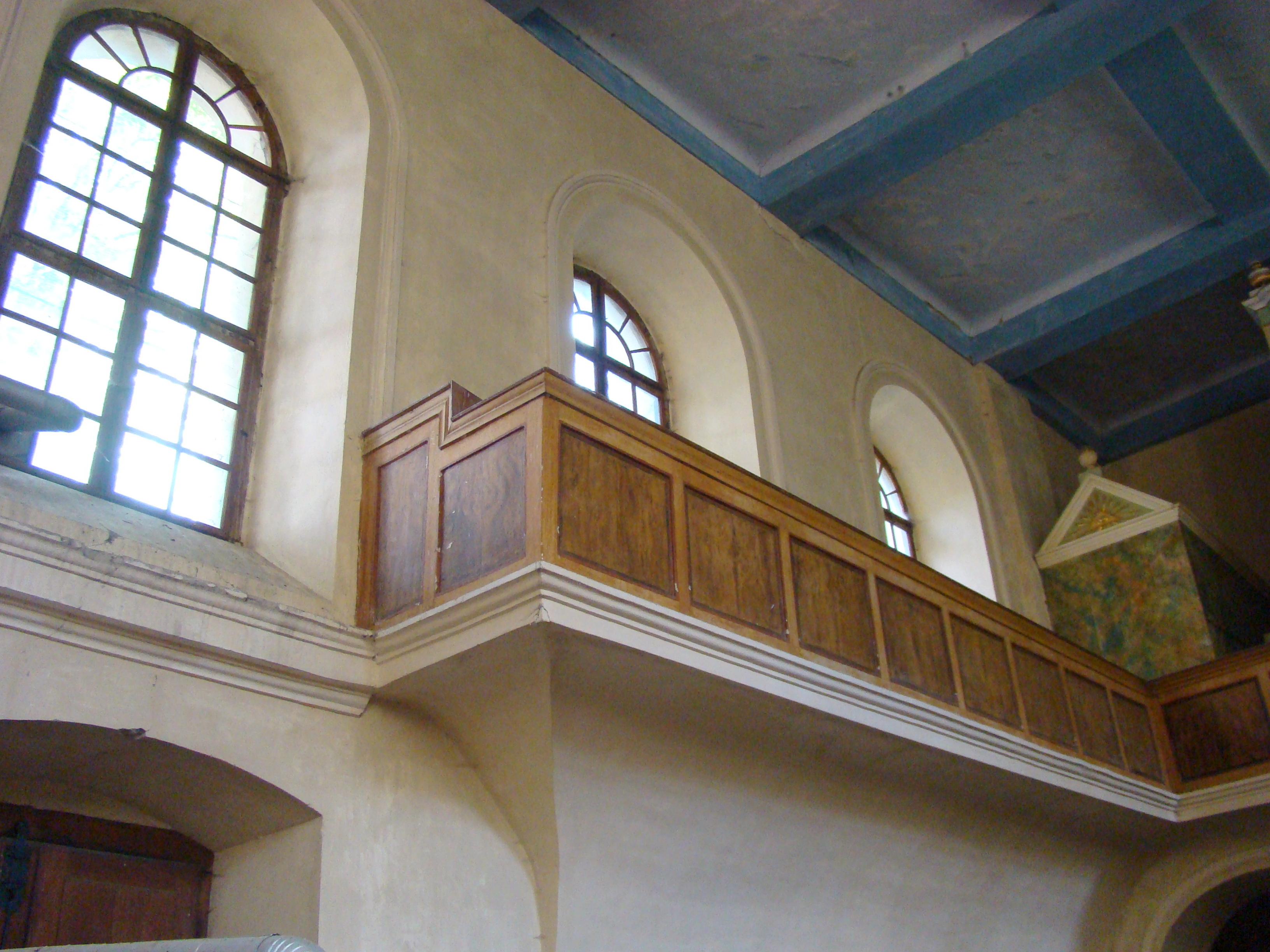
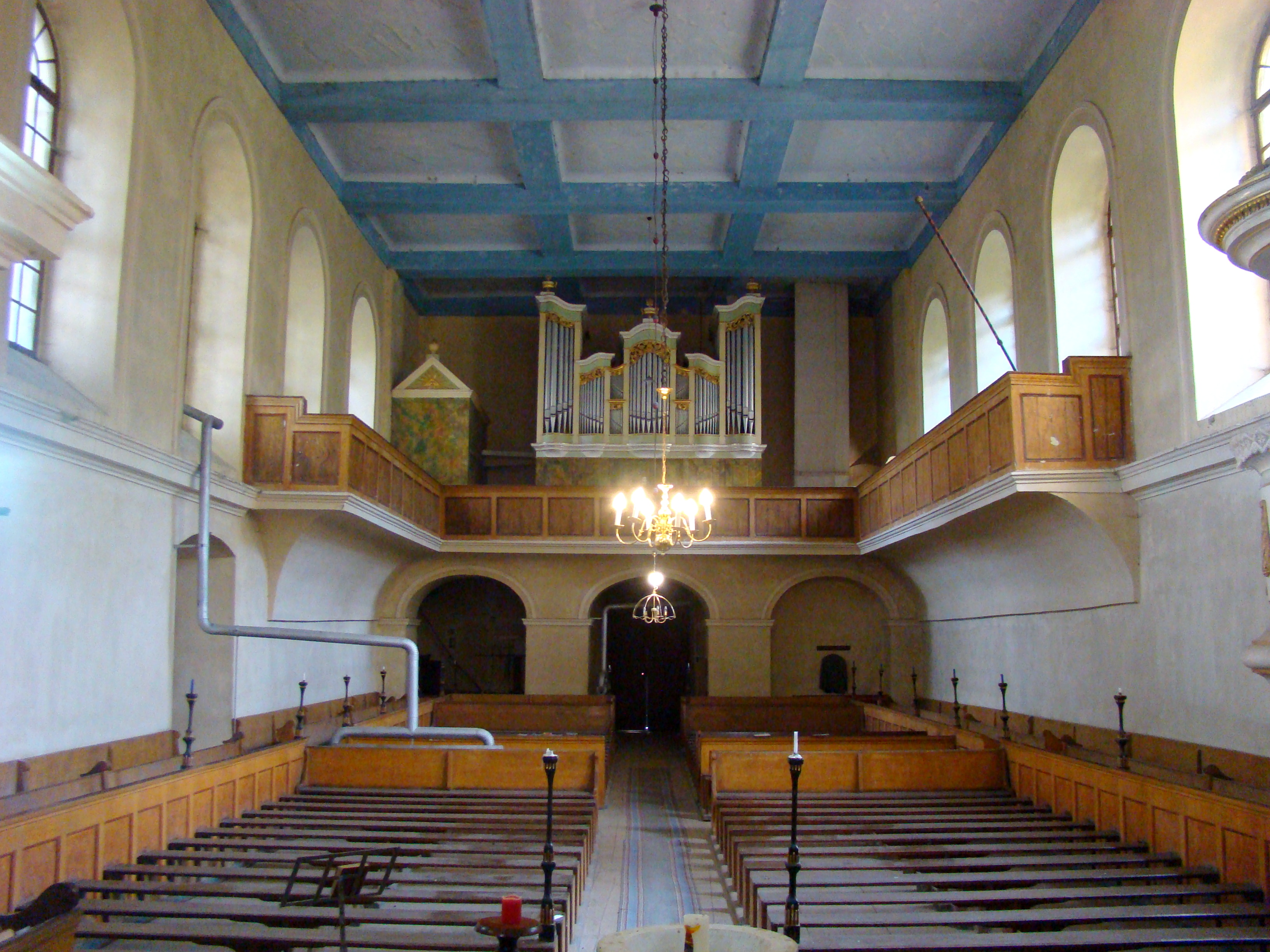
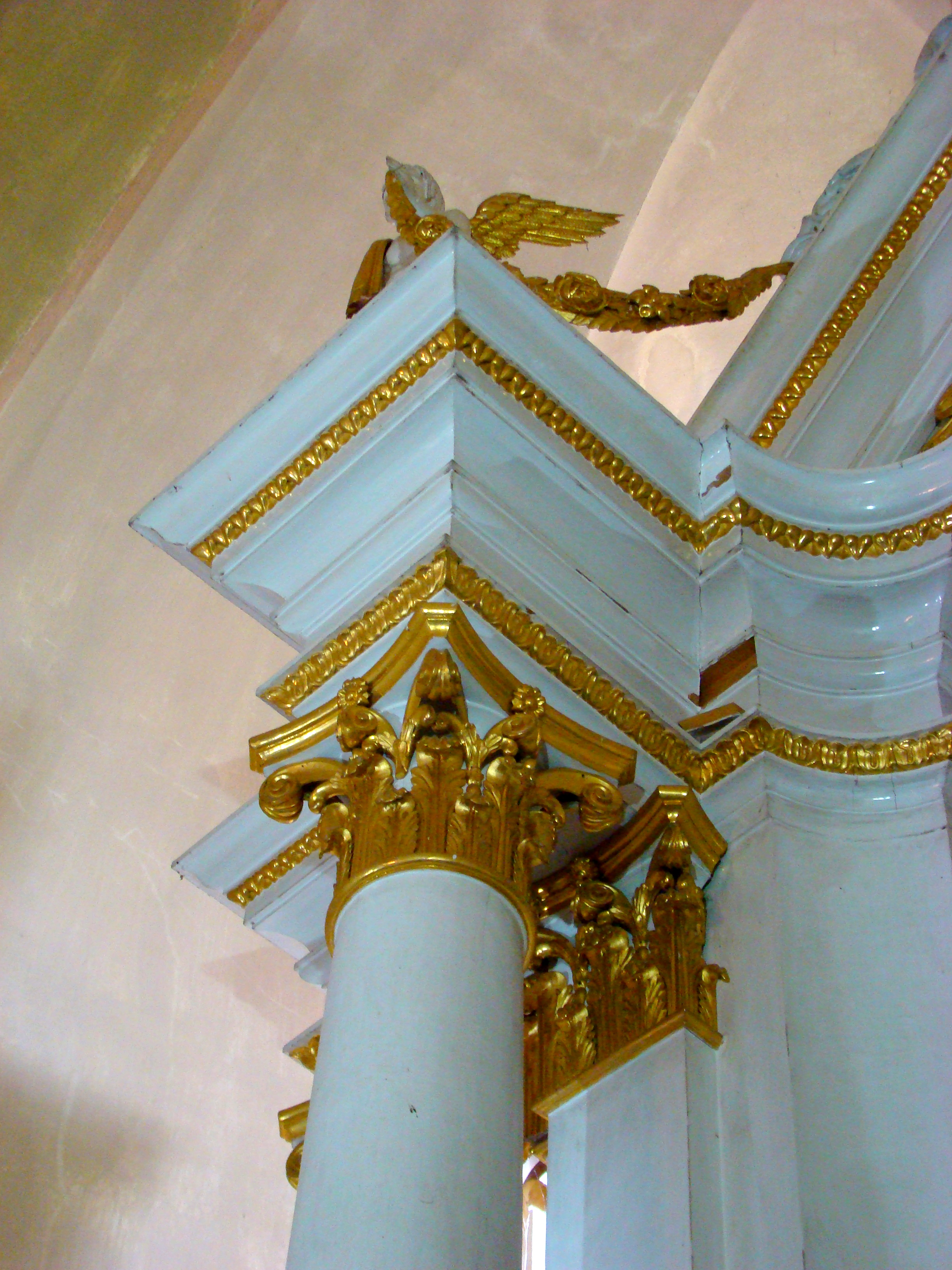
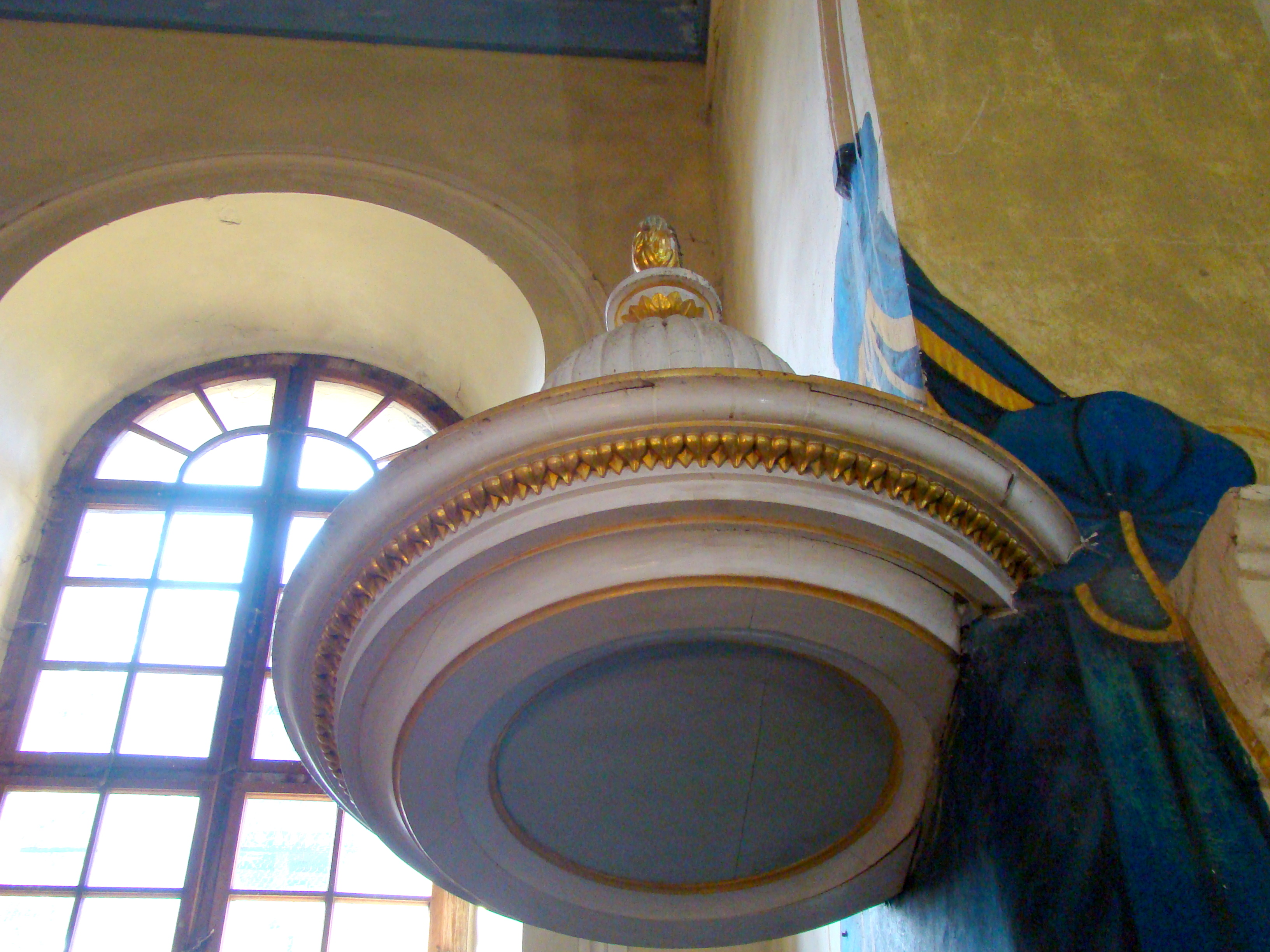
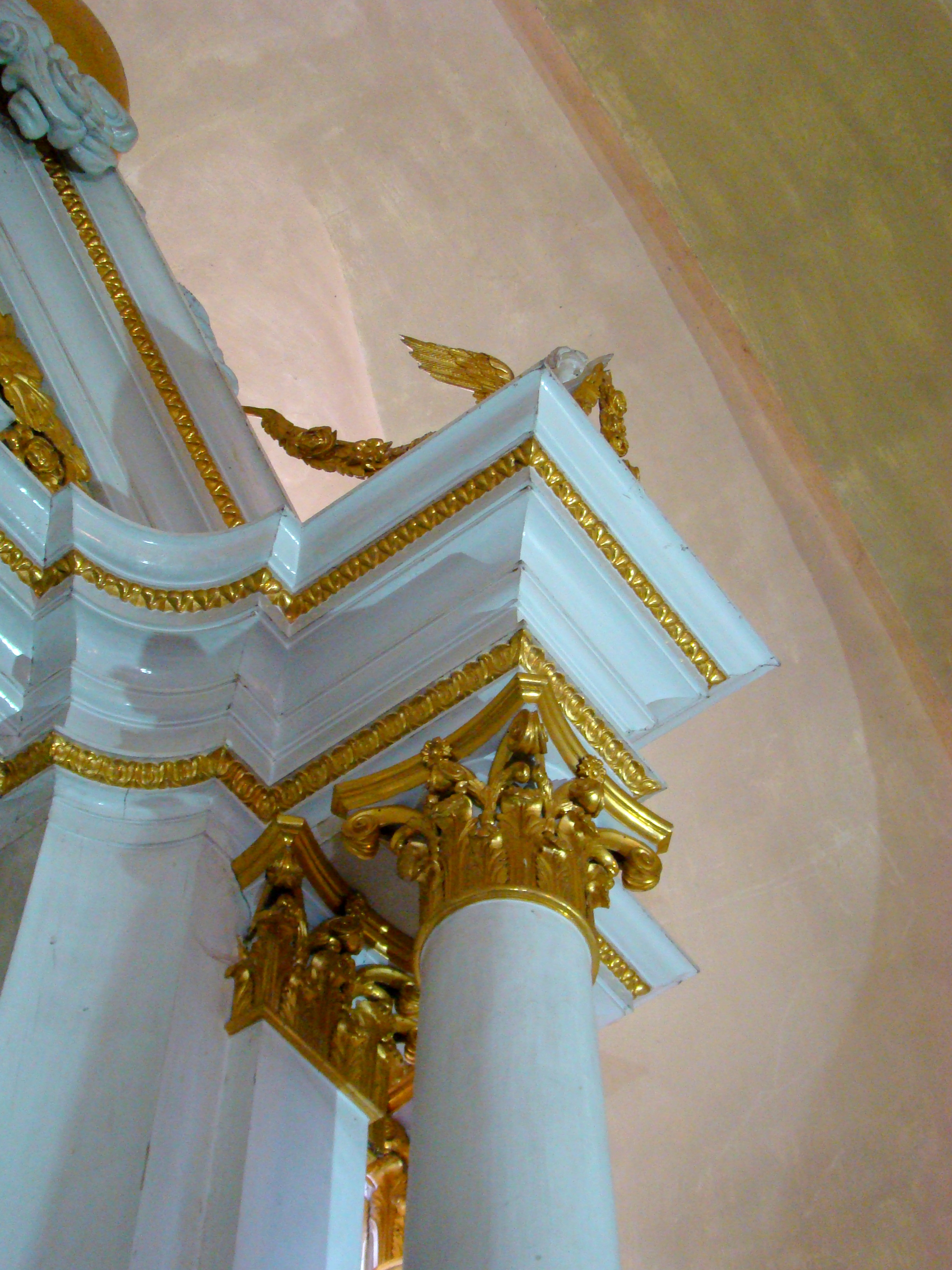
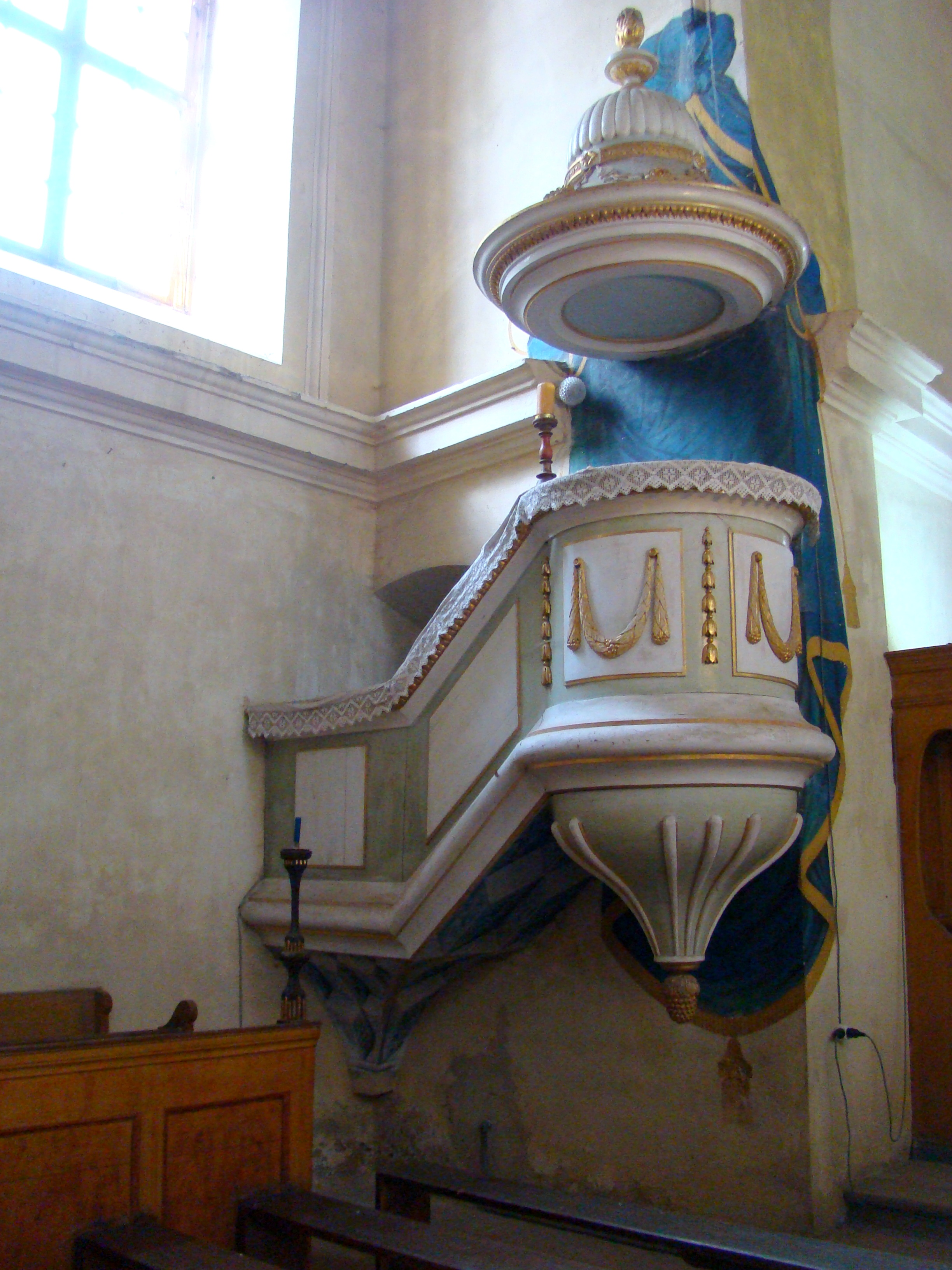
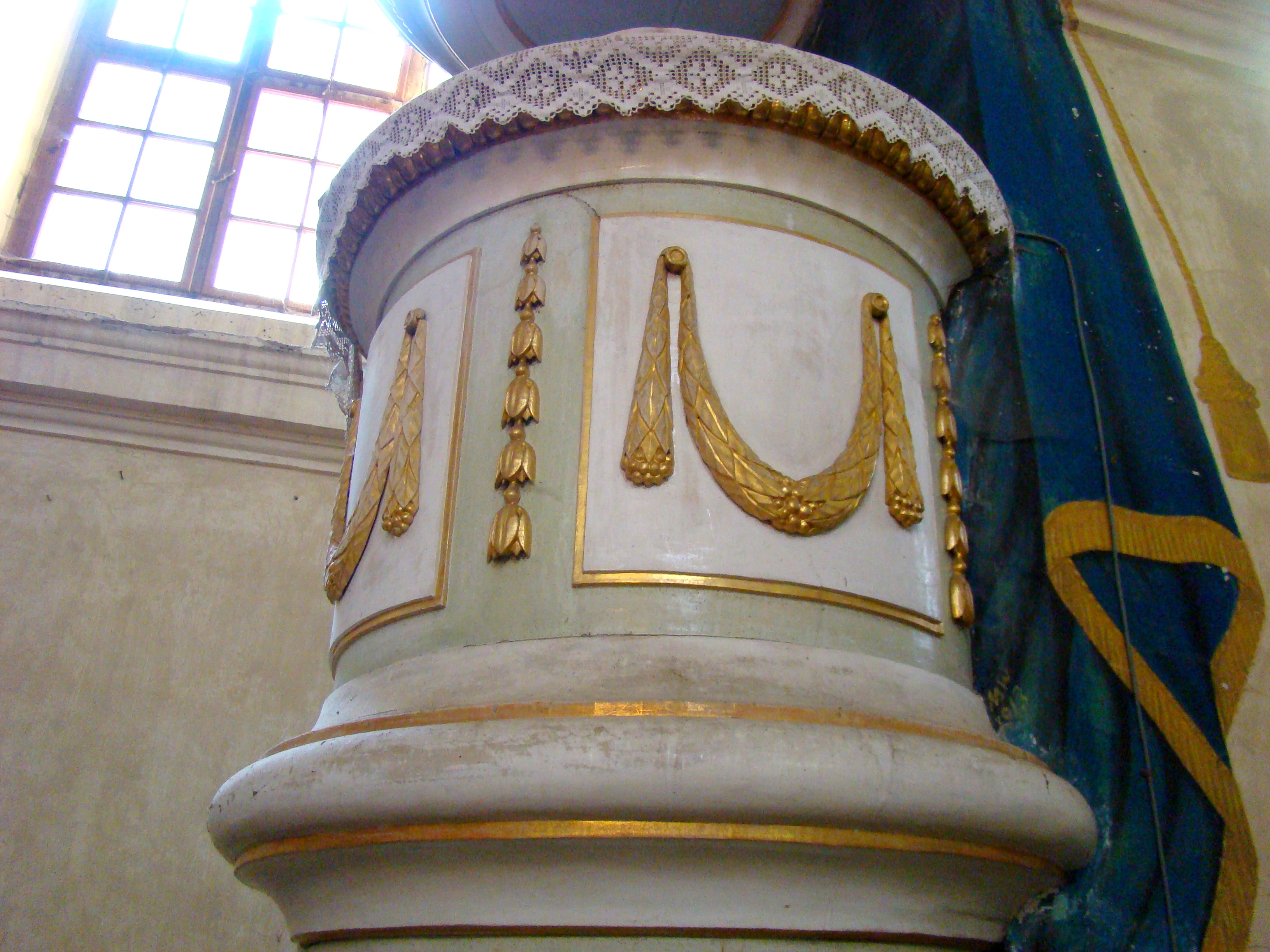
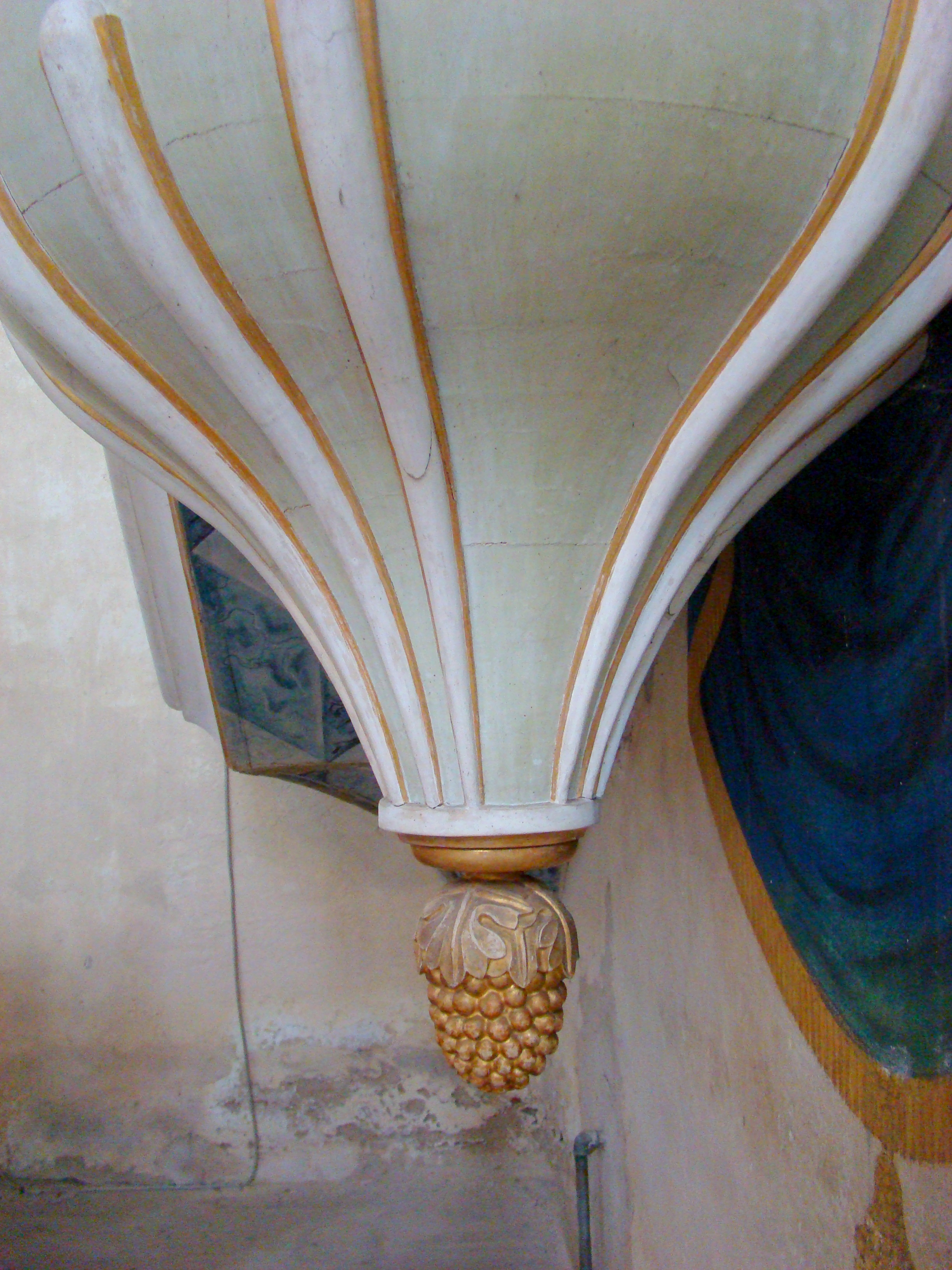
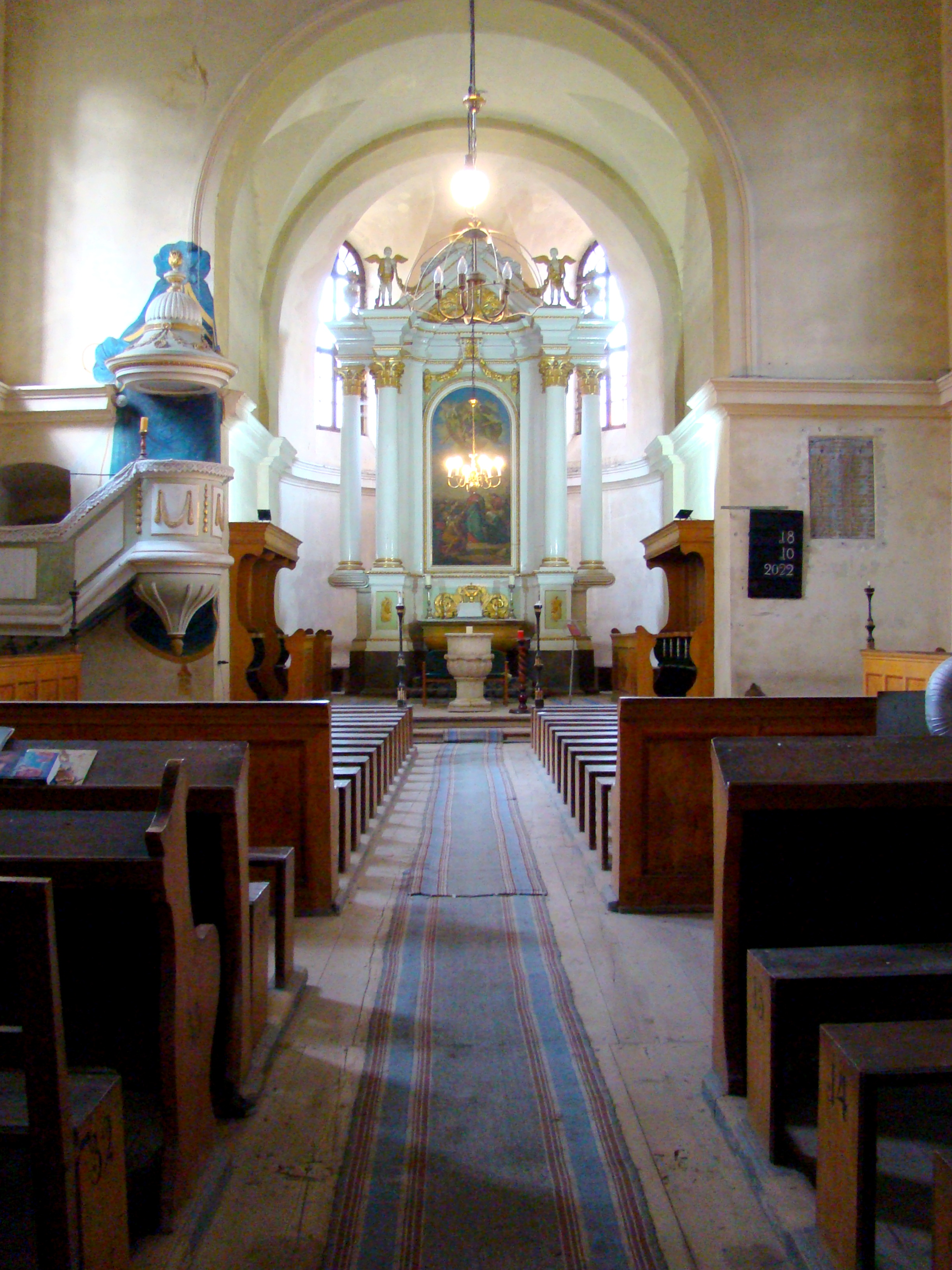
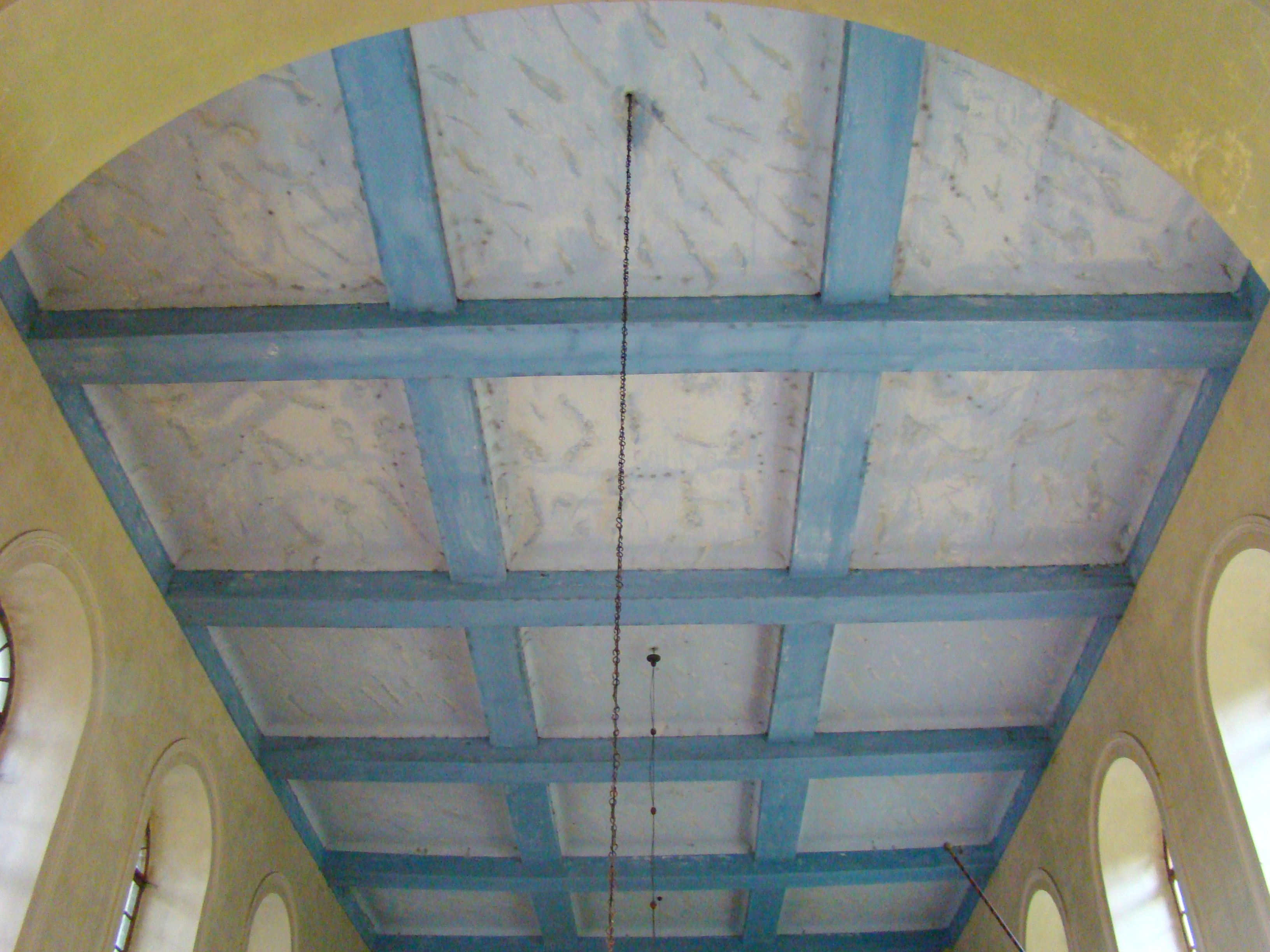
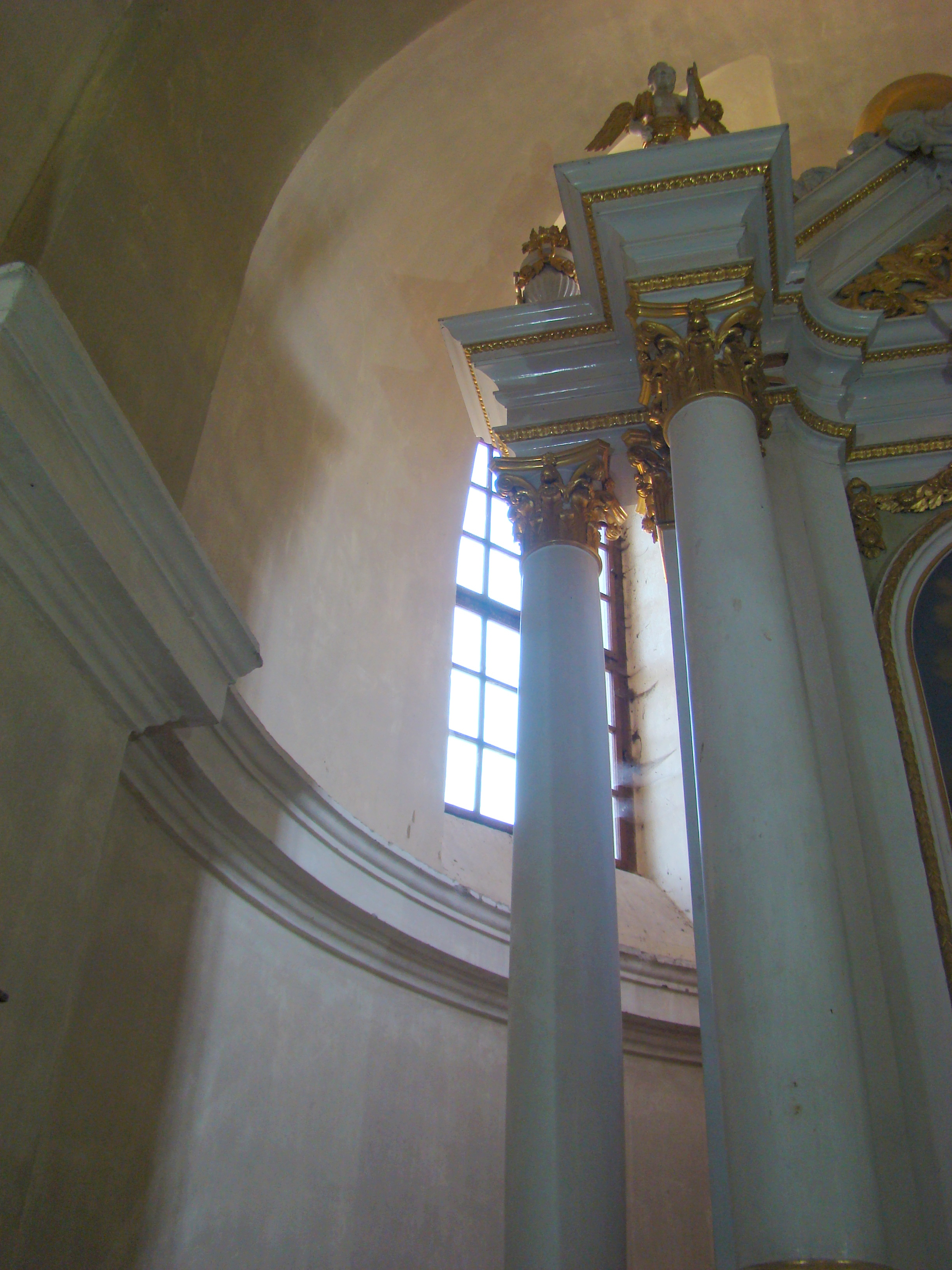
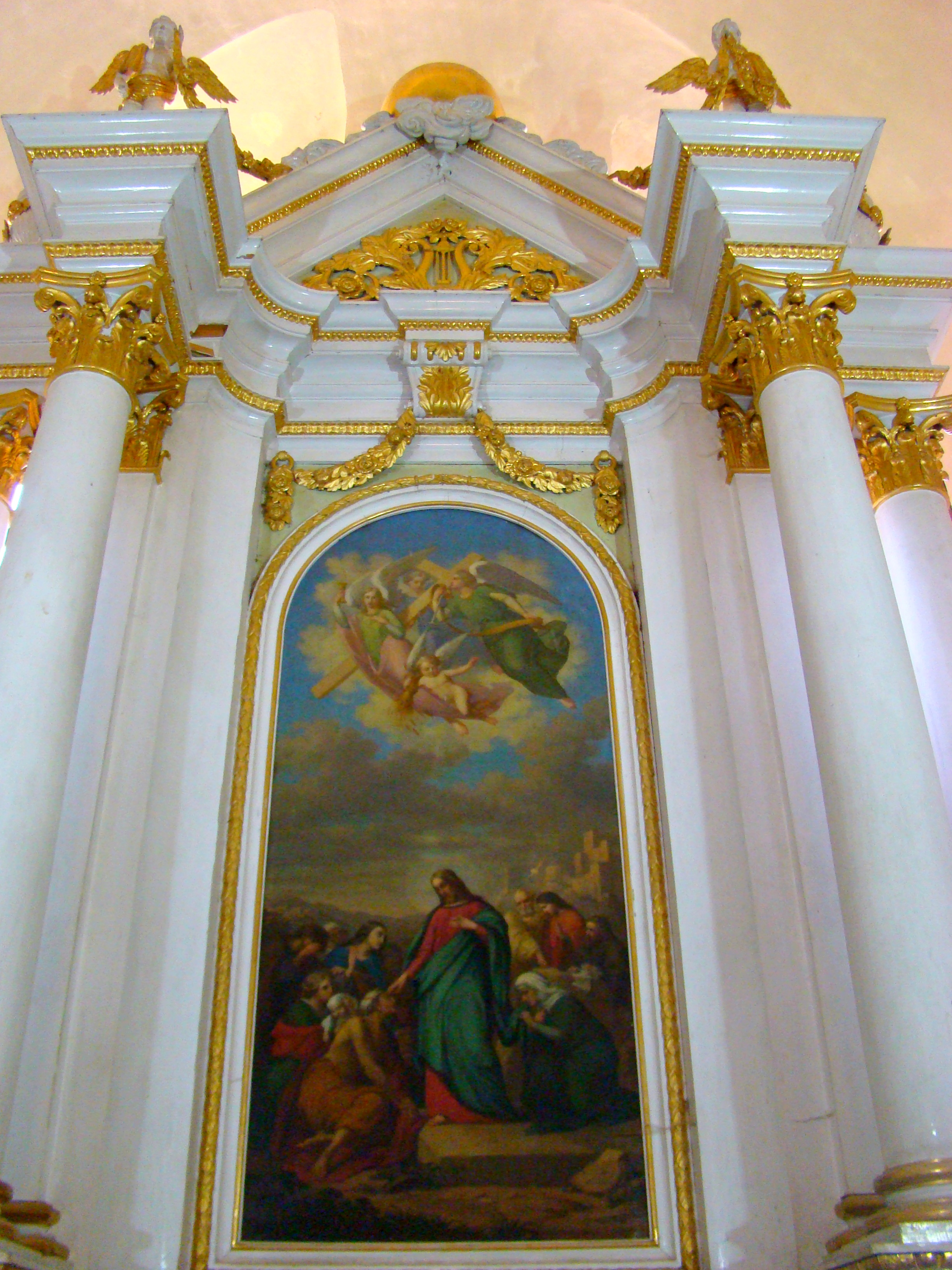
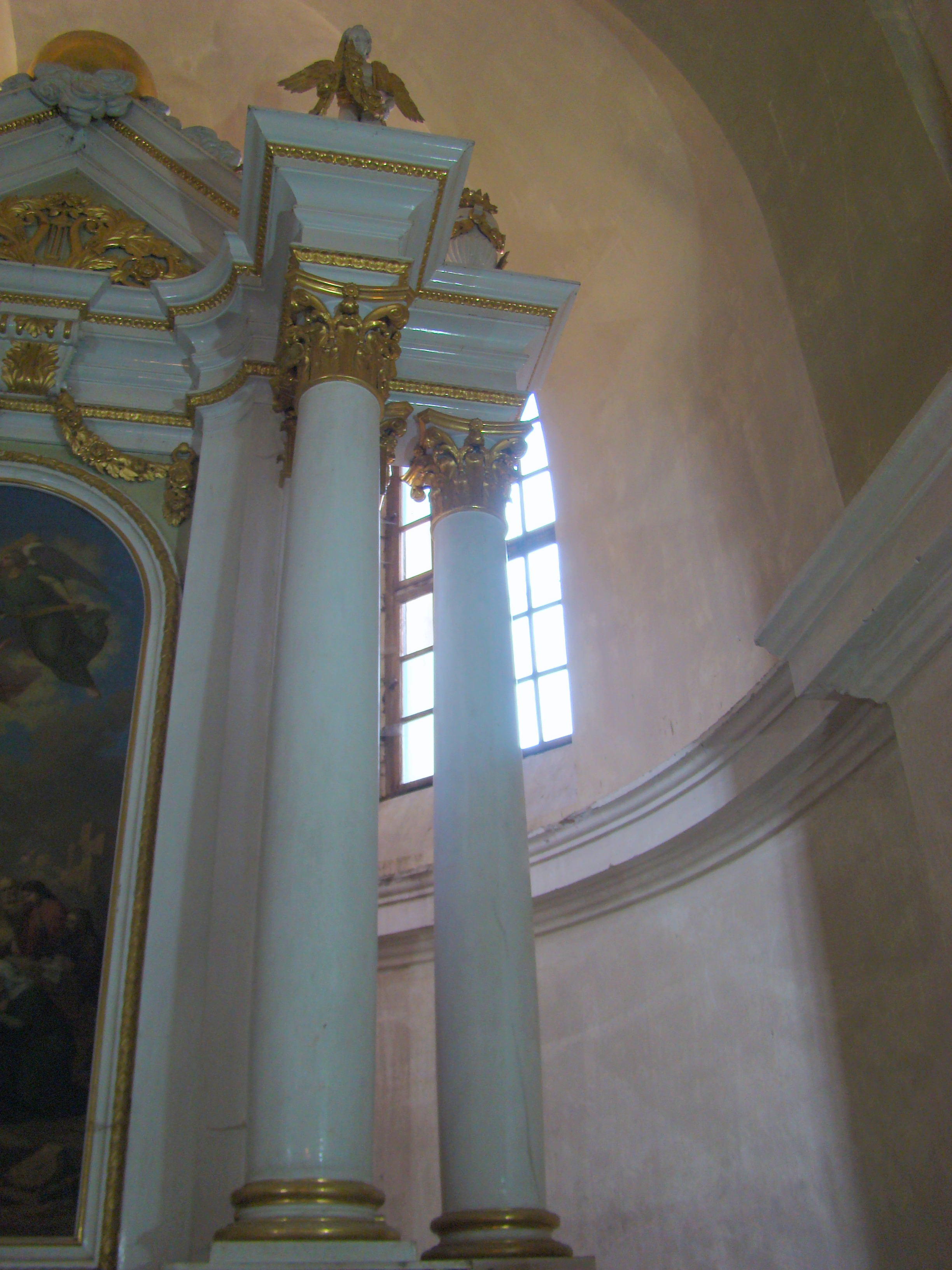
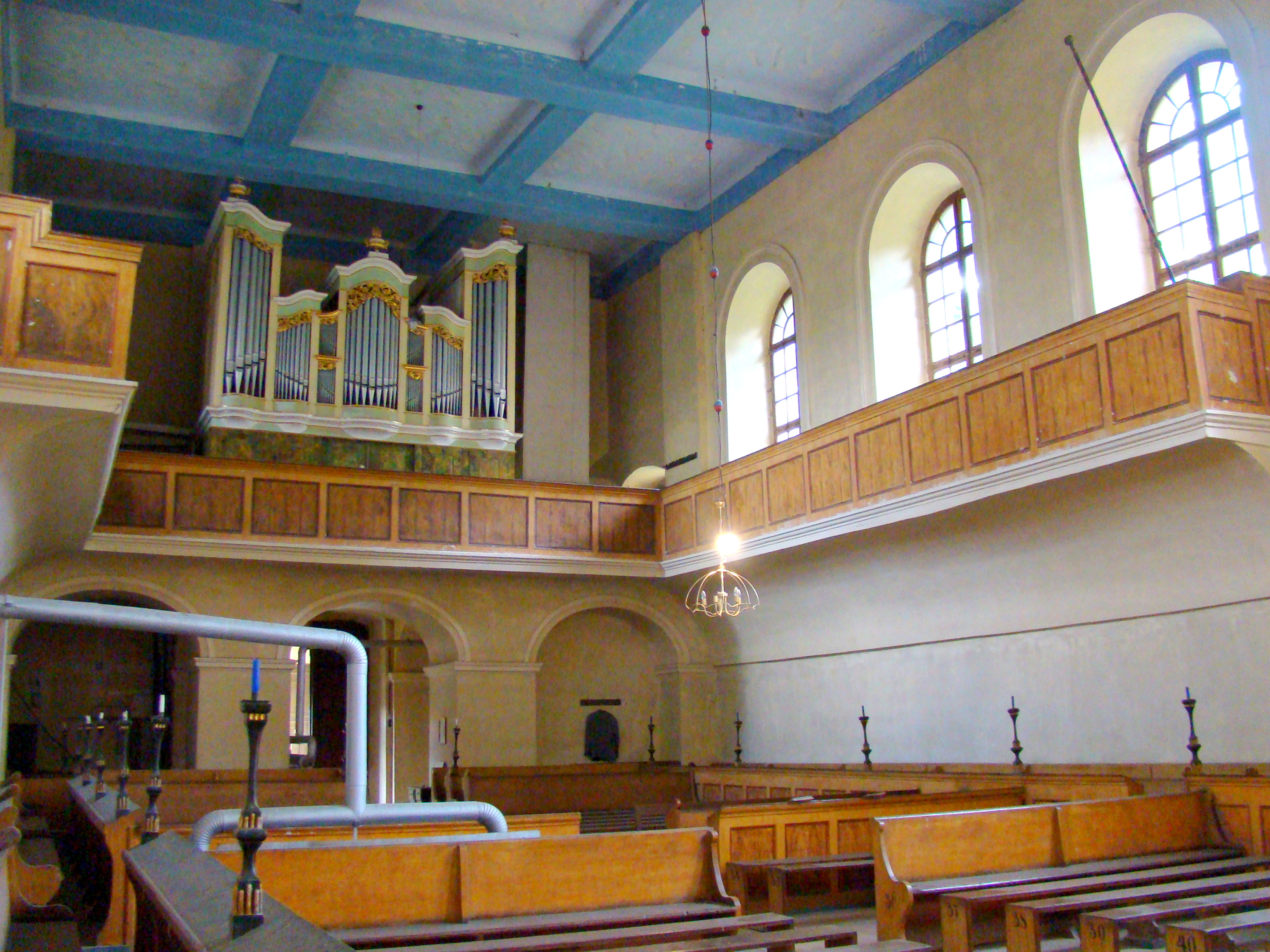
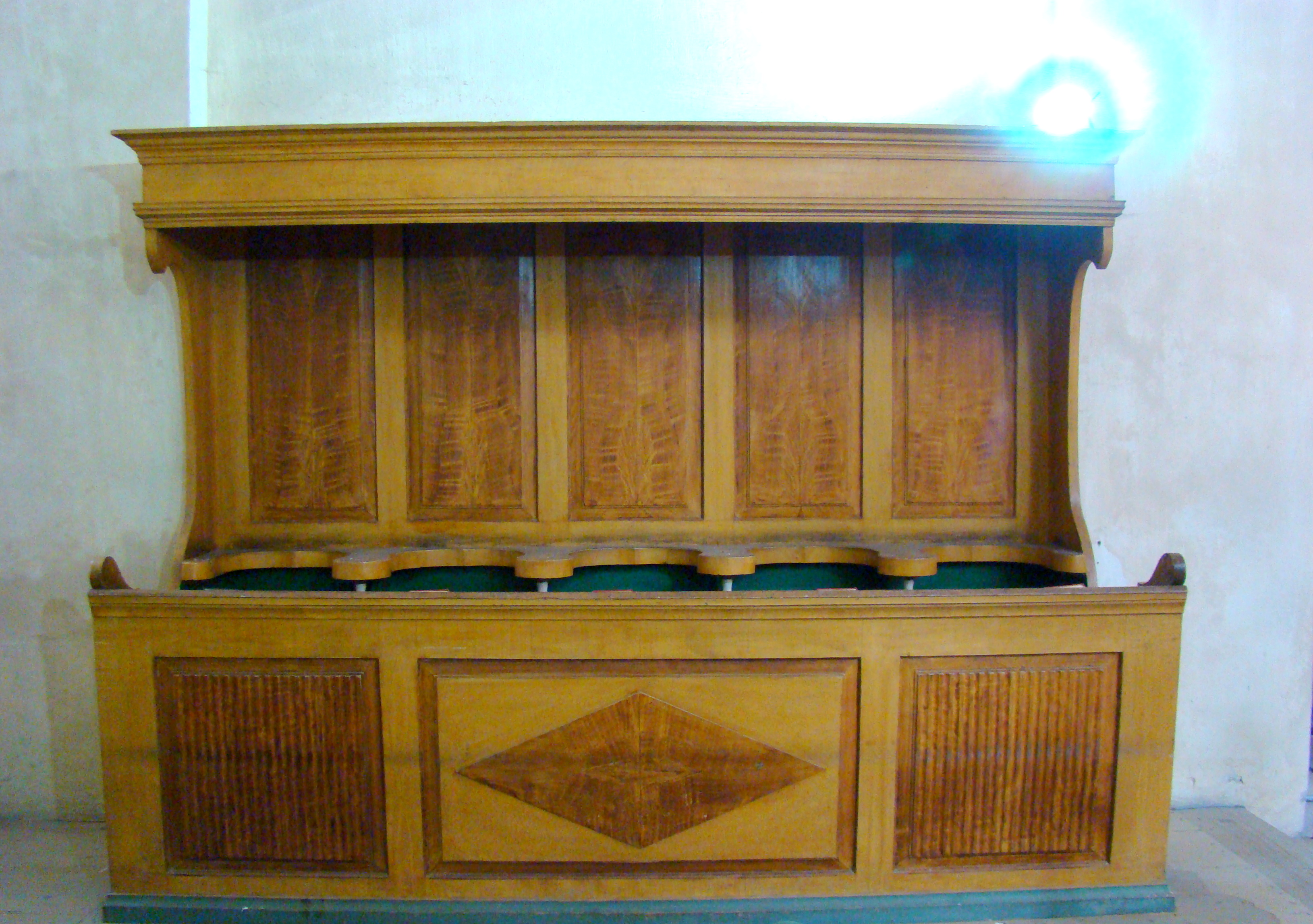
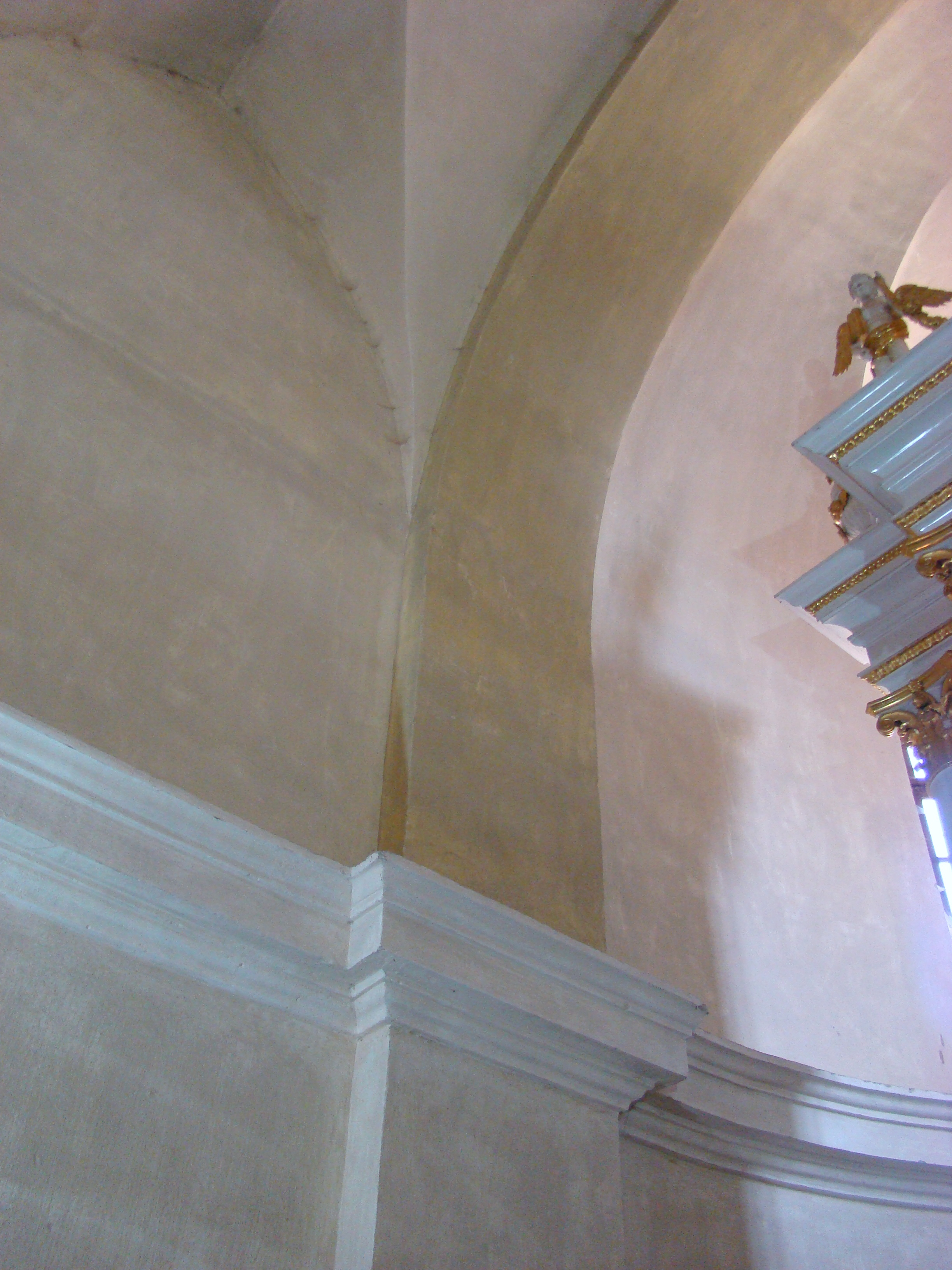
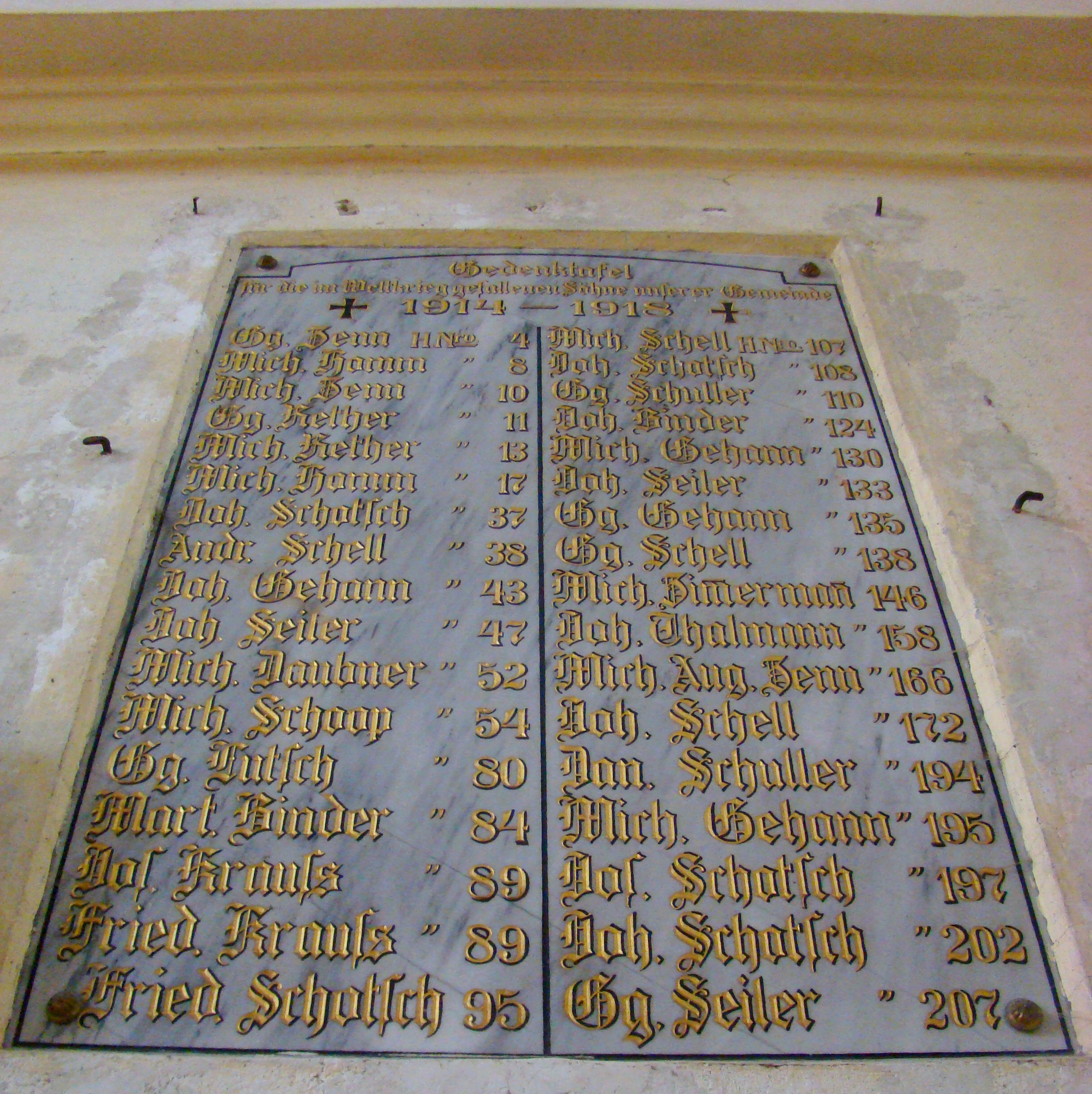
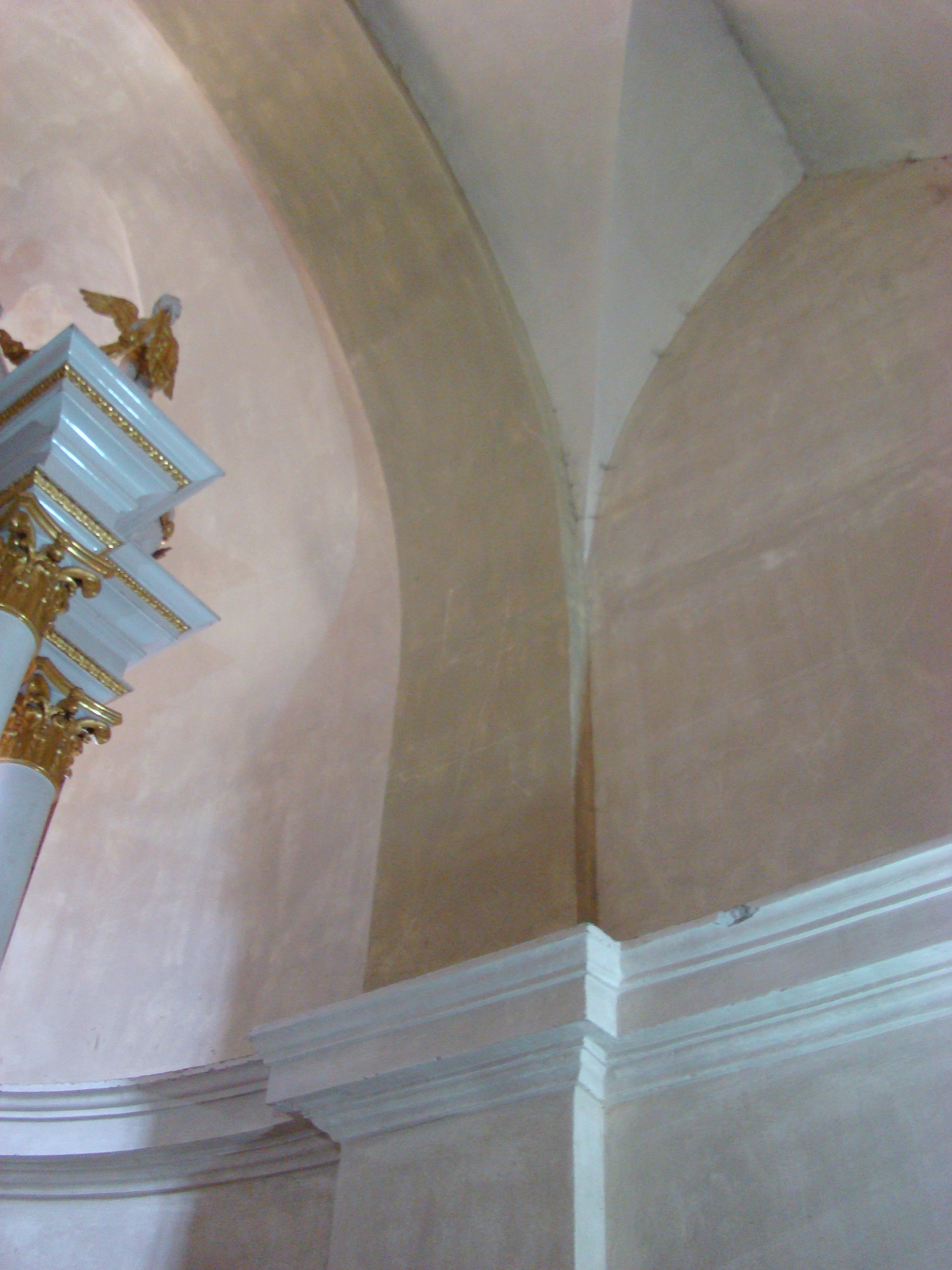
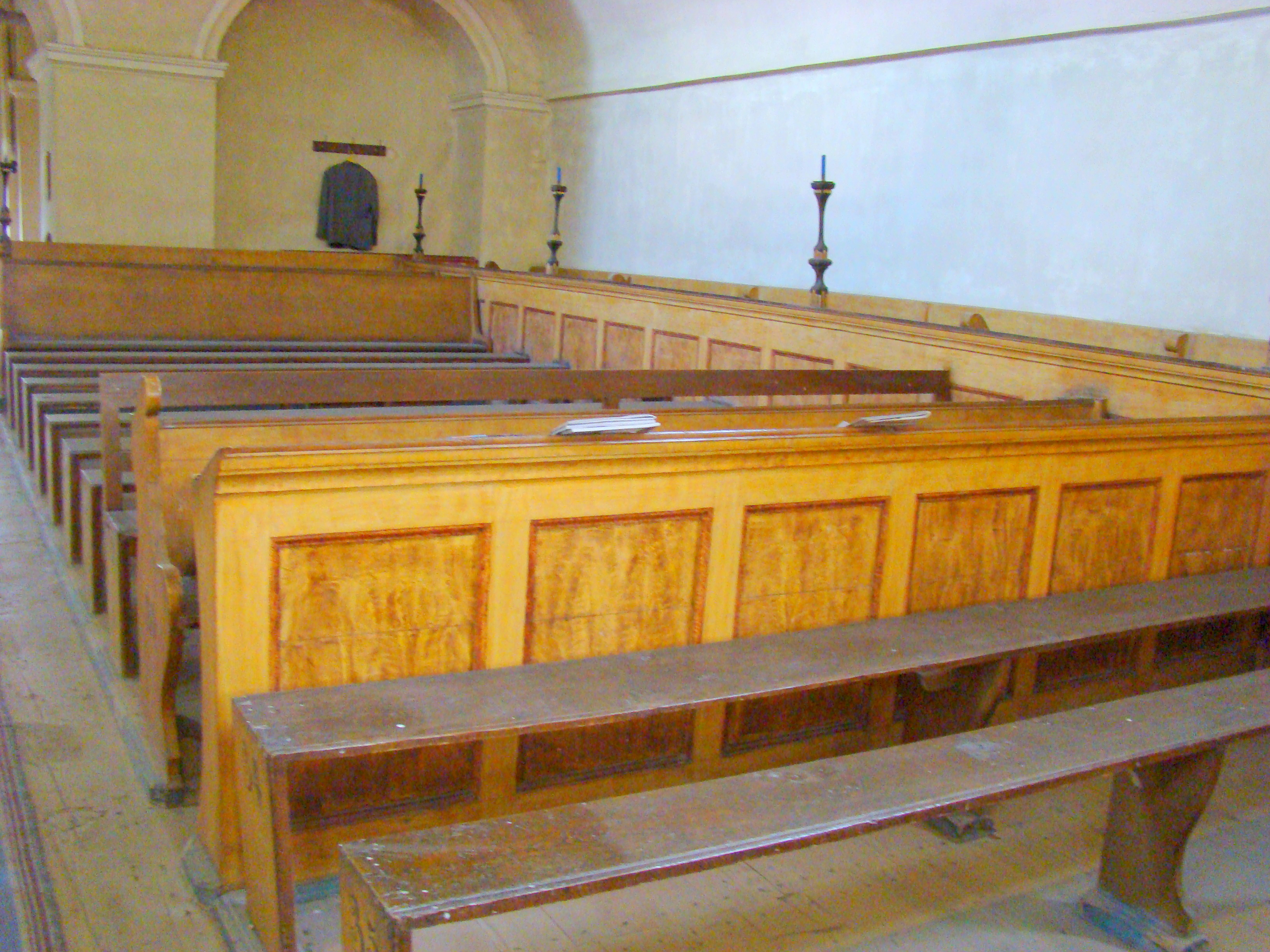
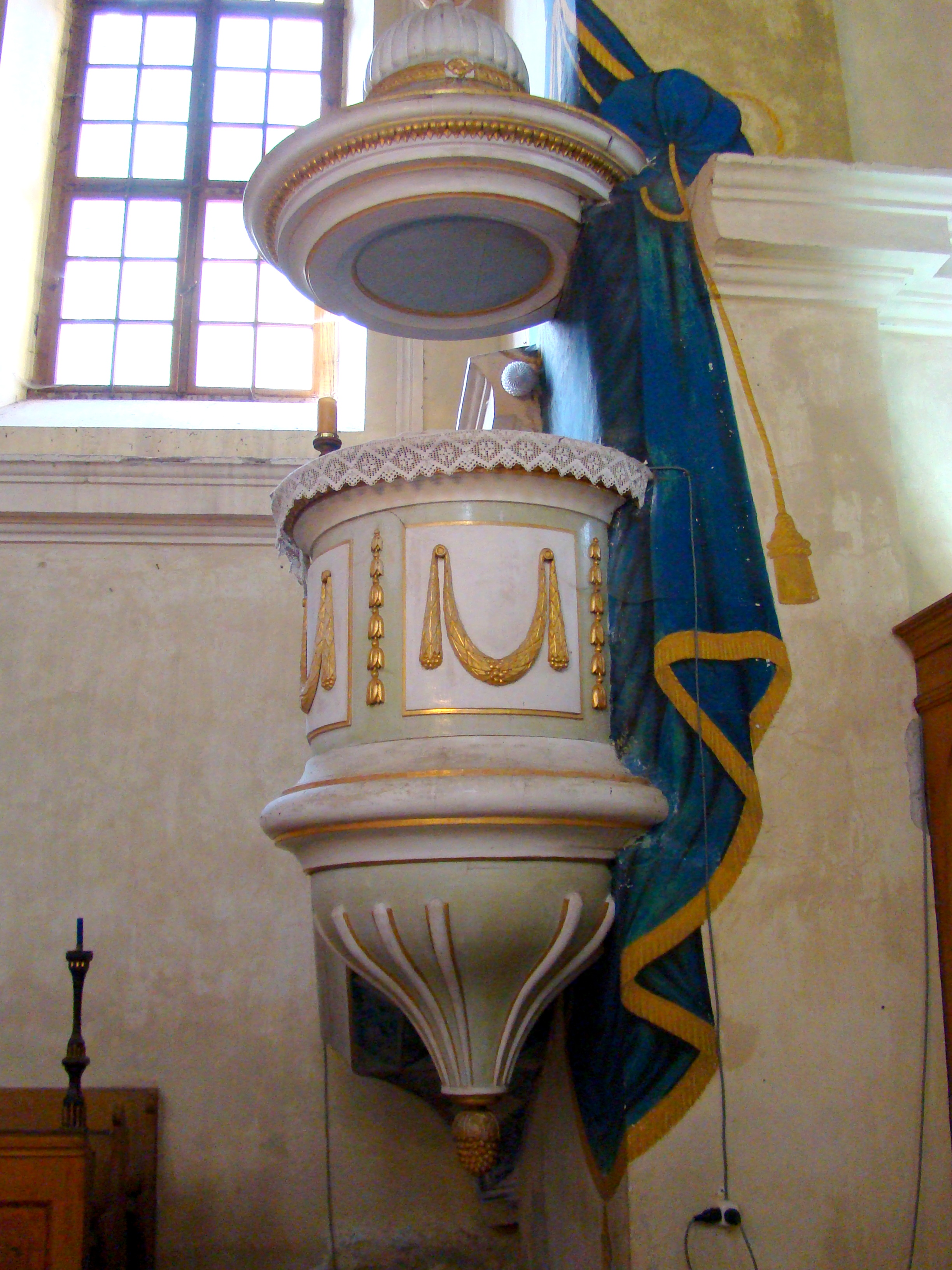
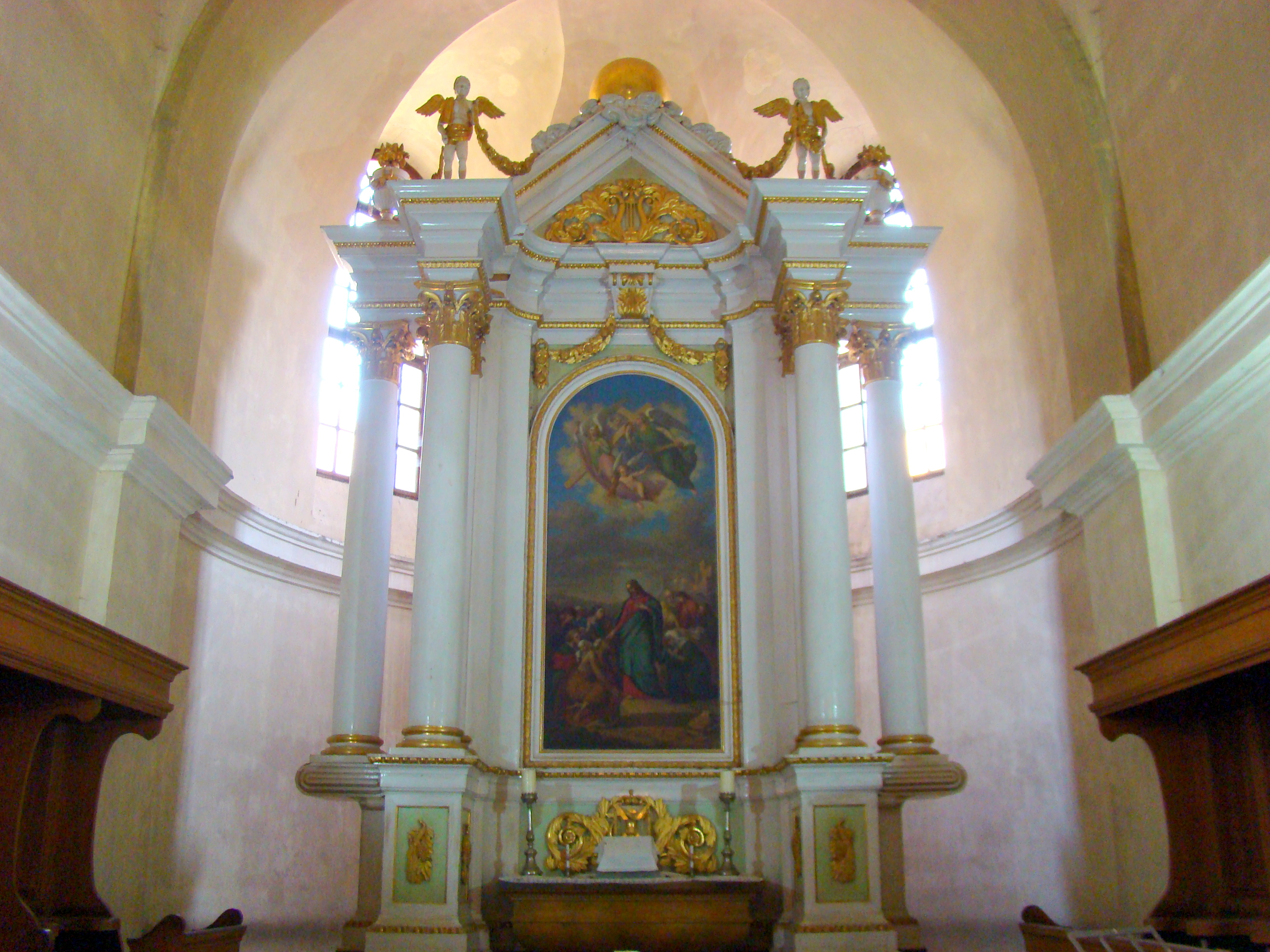
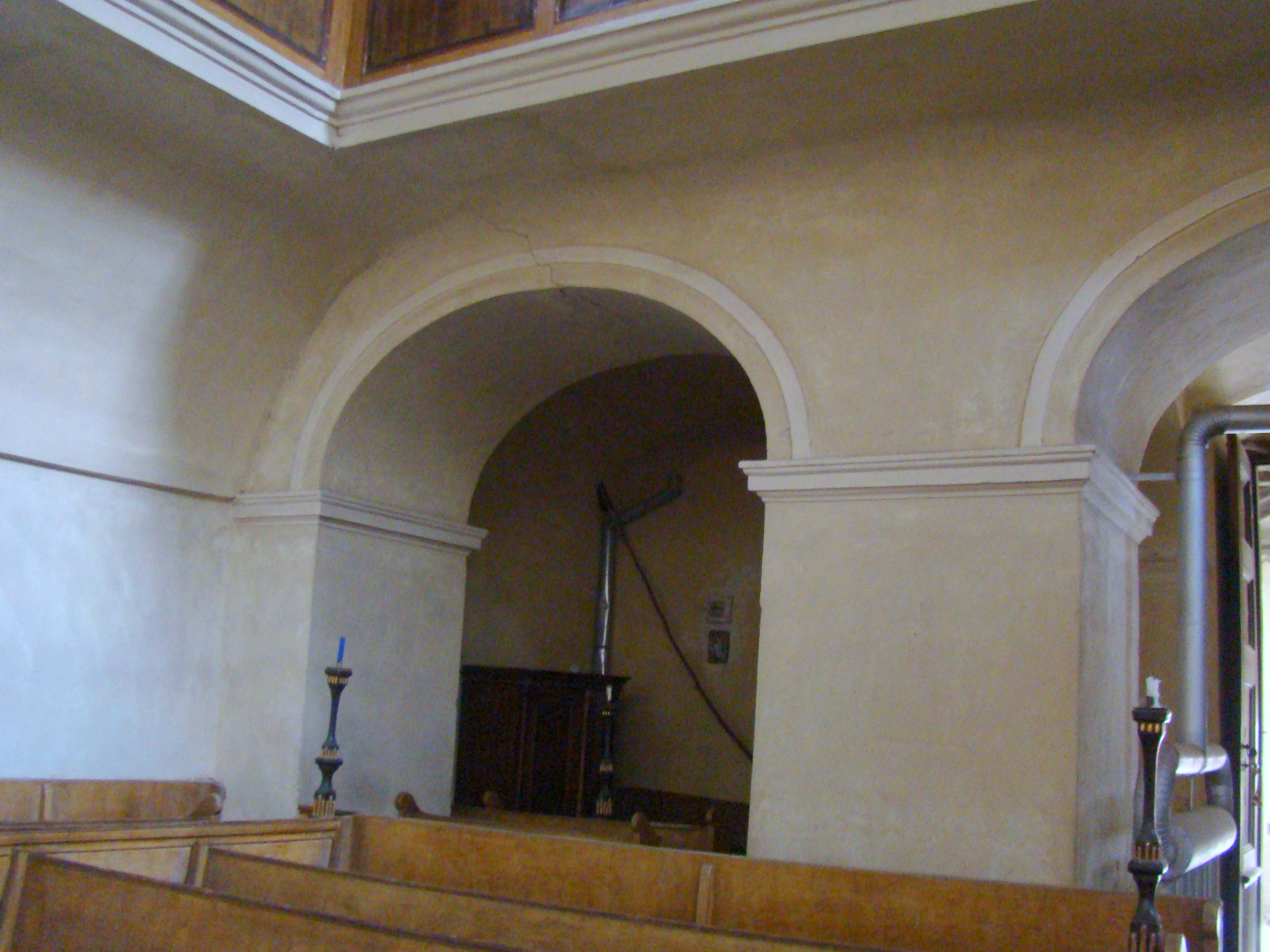
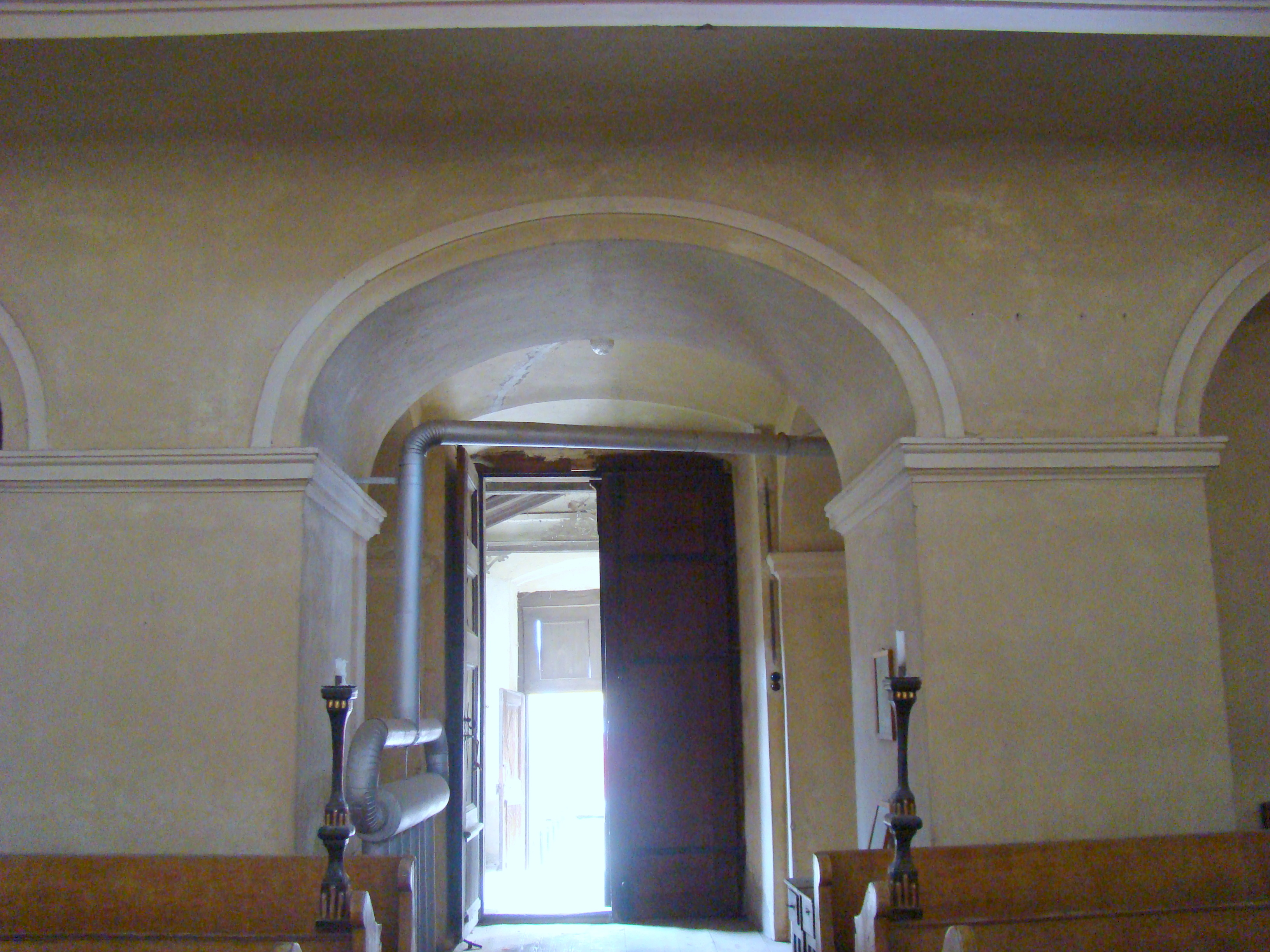
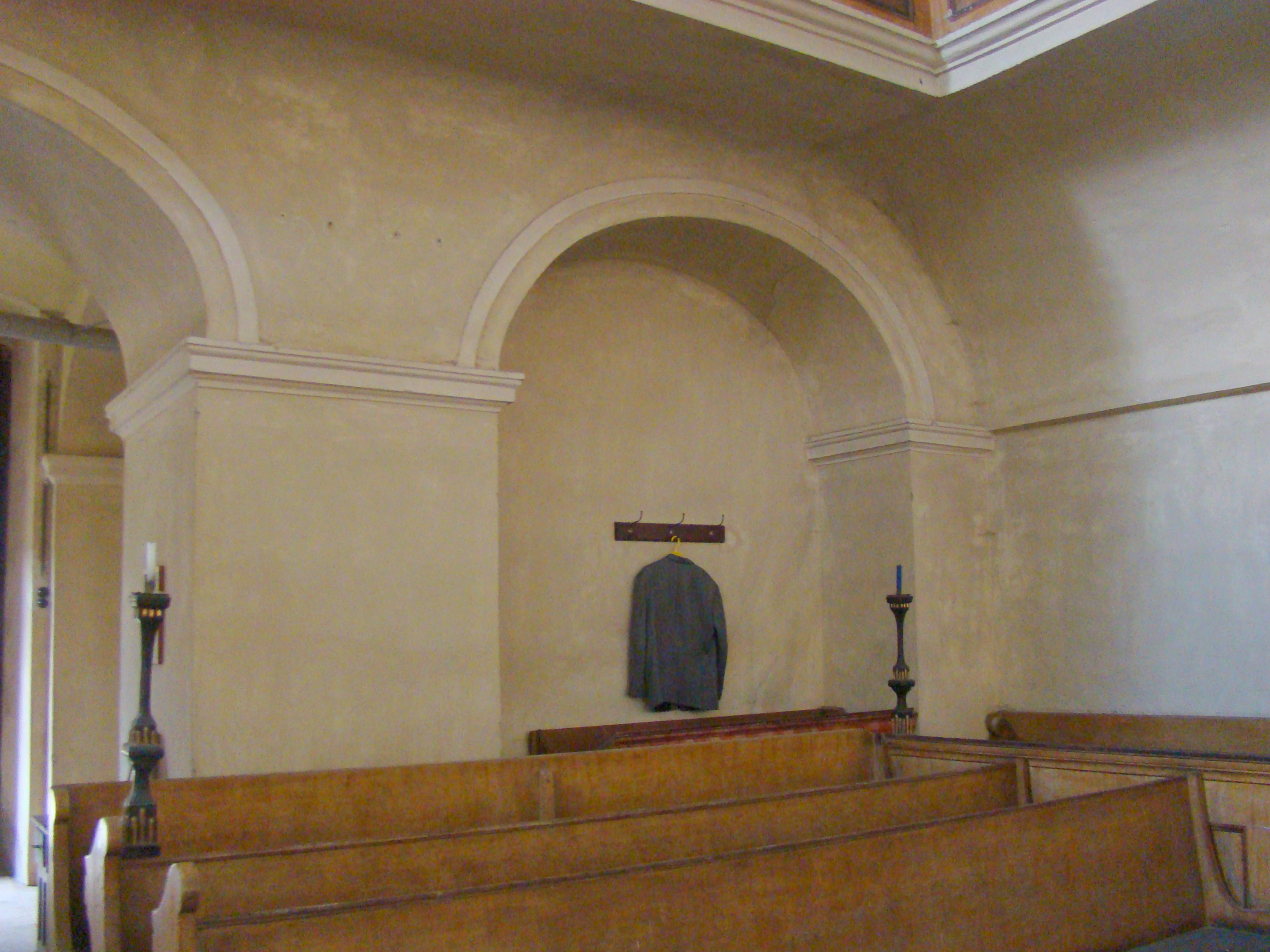

## Vezi și
- Laslea, Sibiu

## Imagini din exterior

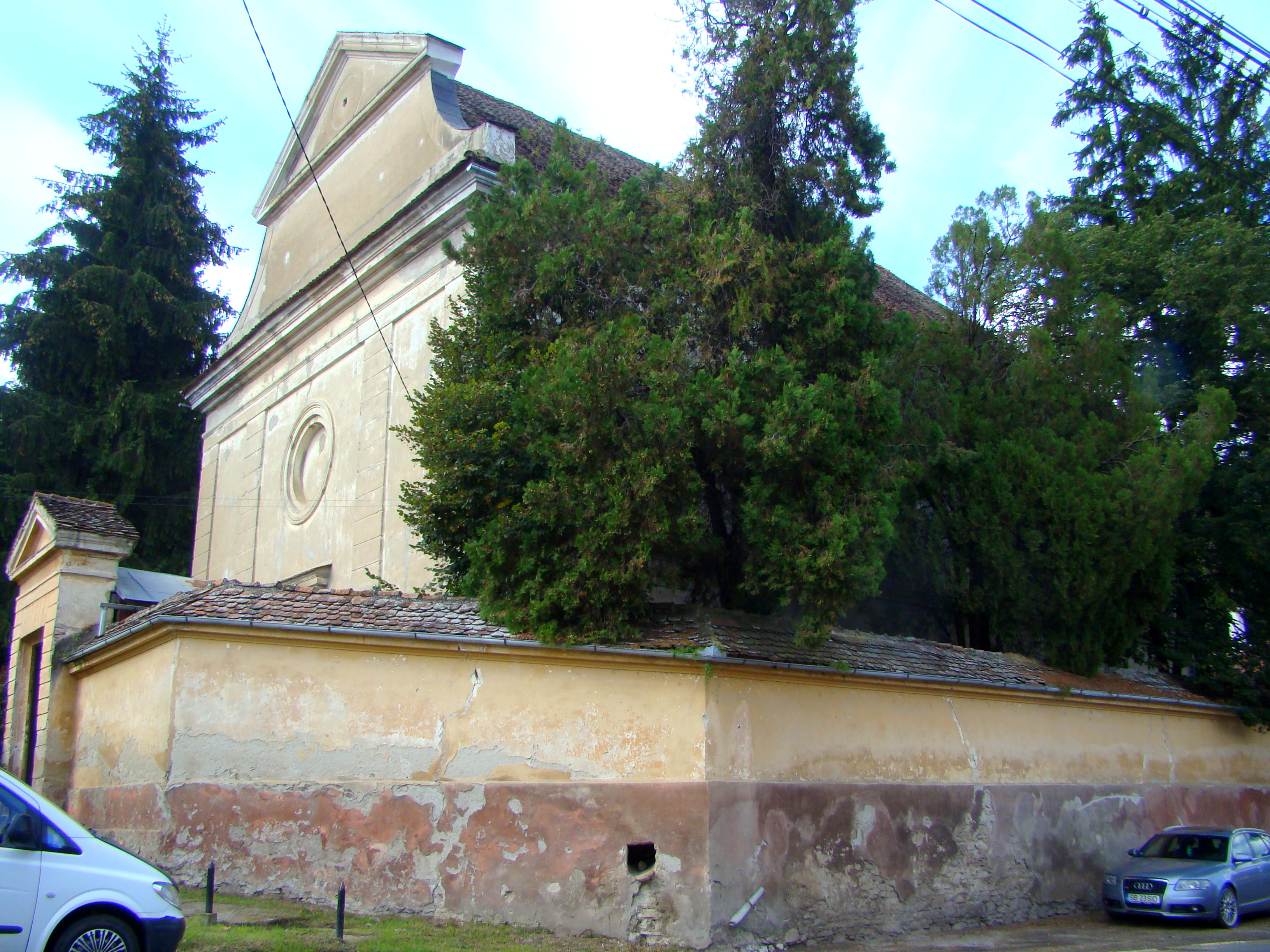
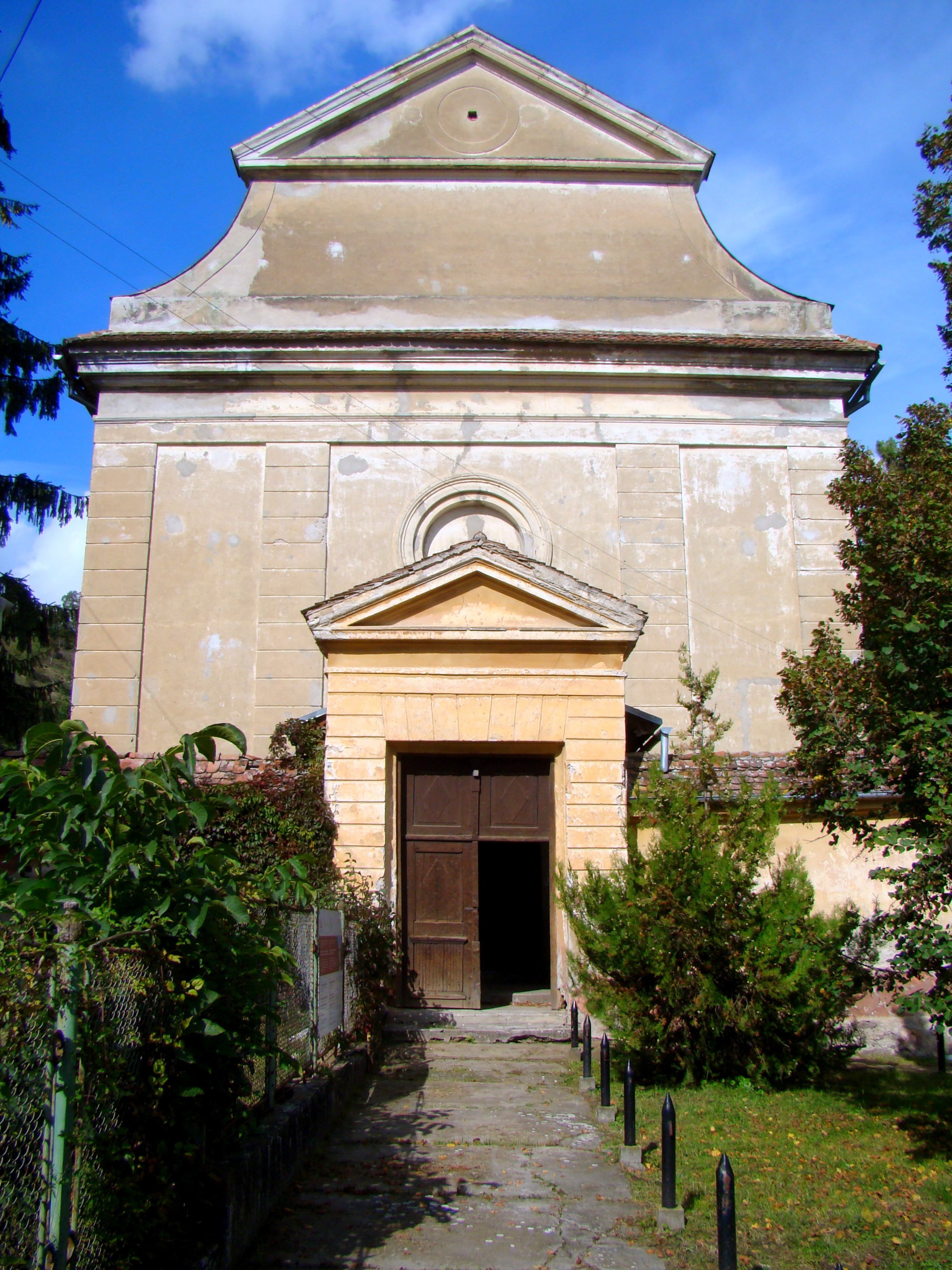
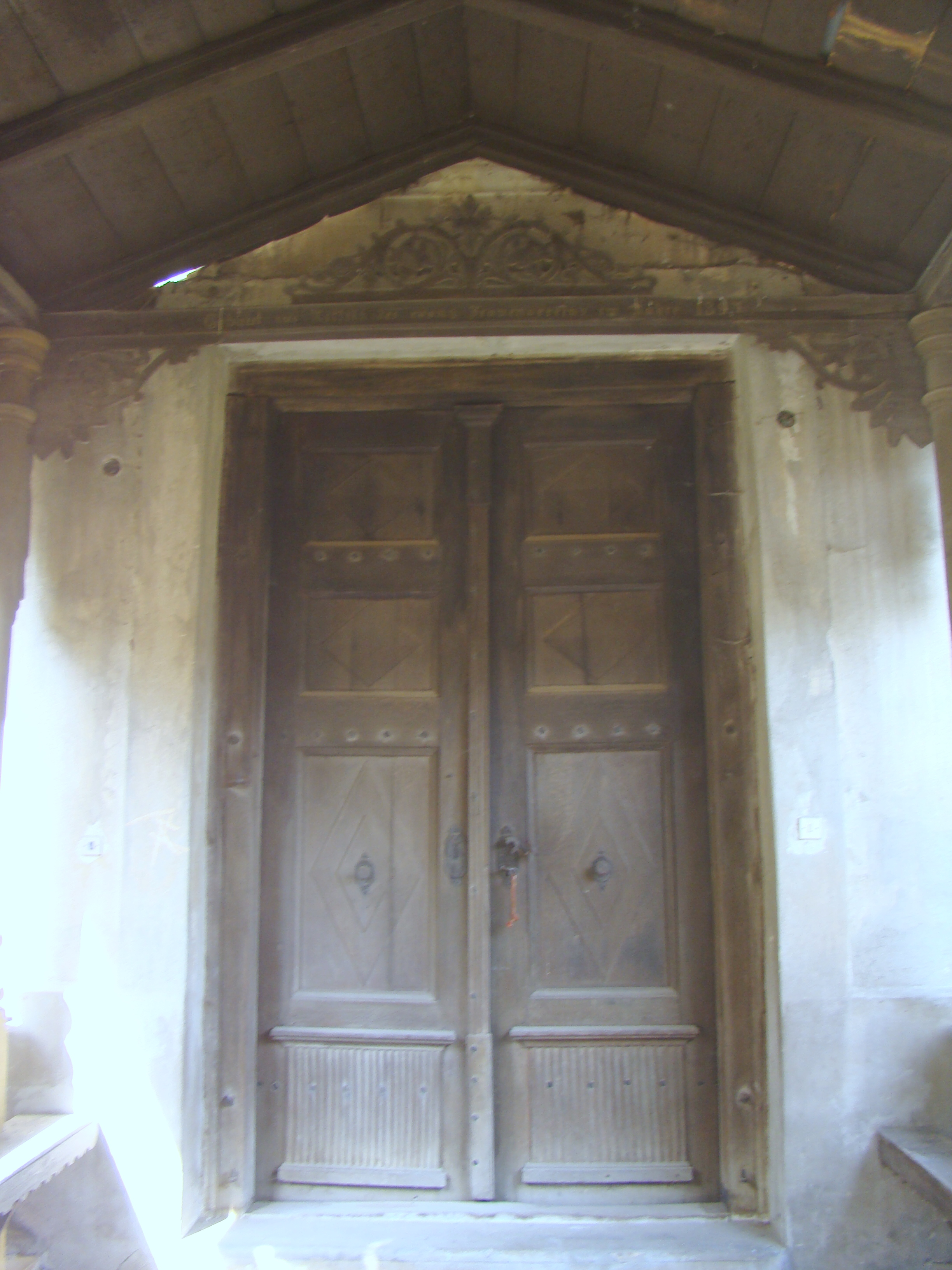
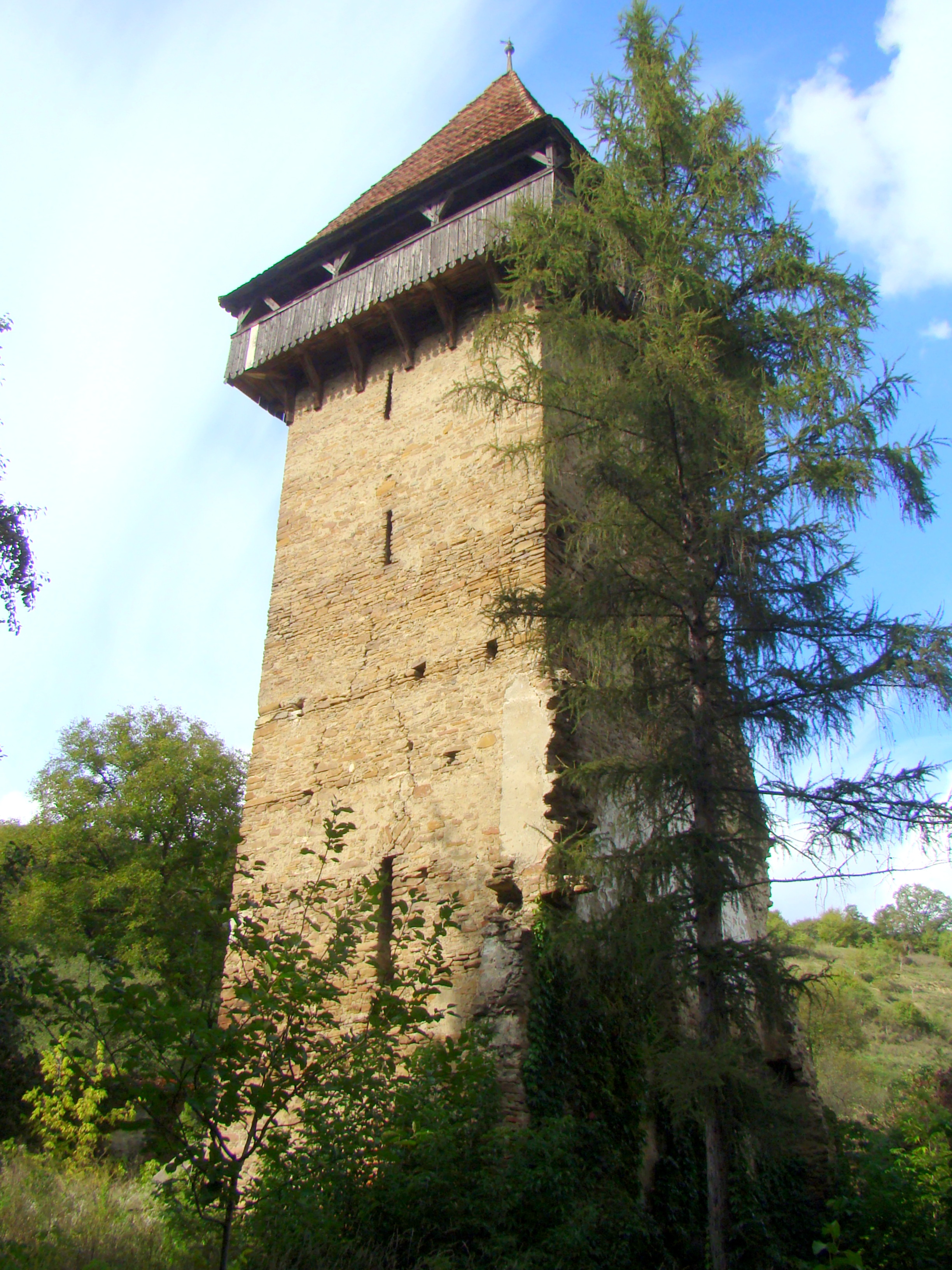
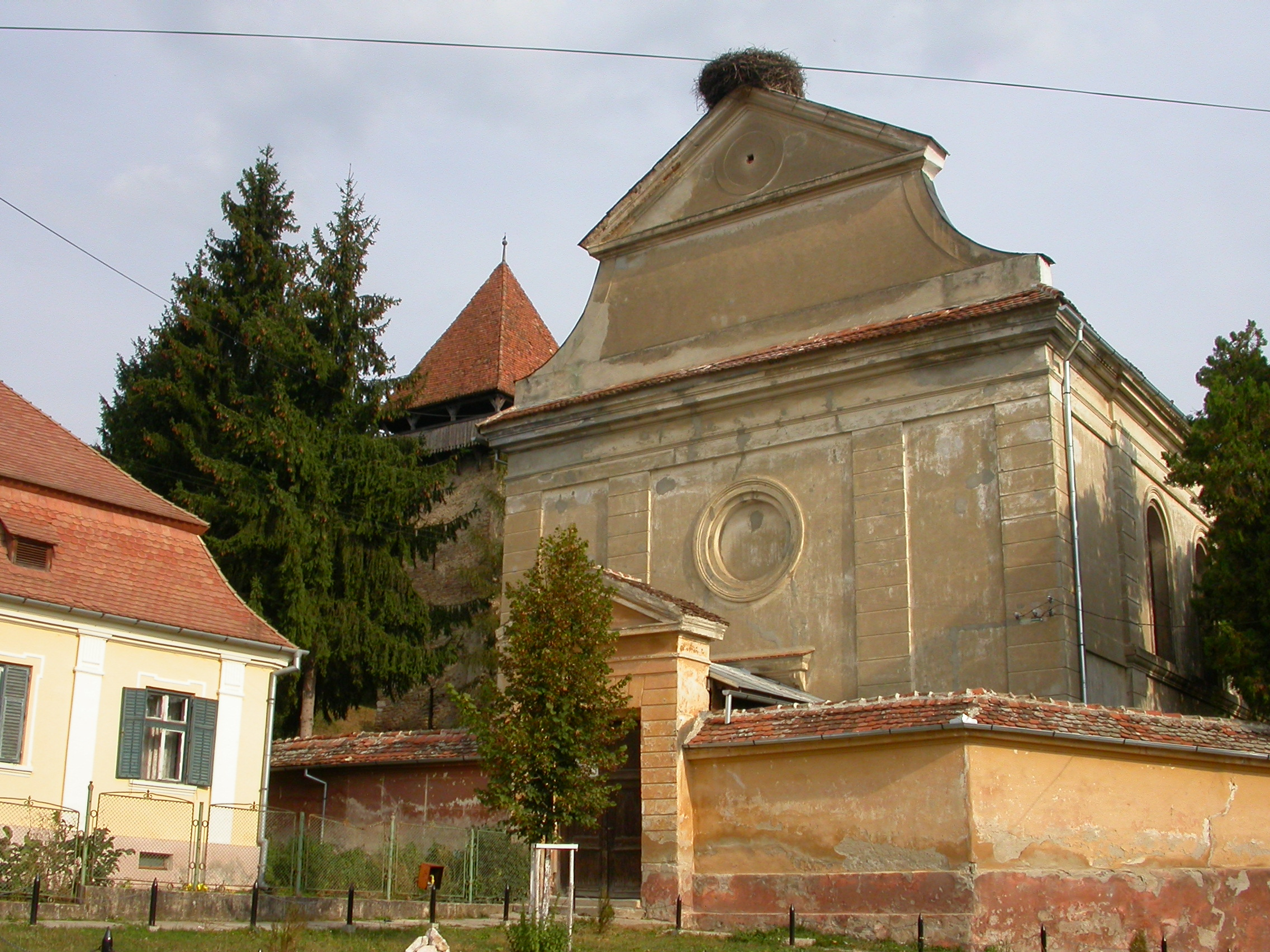
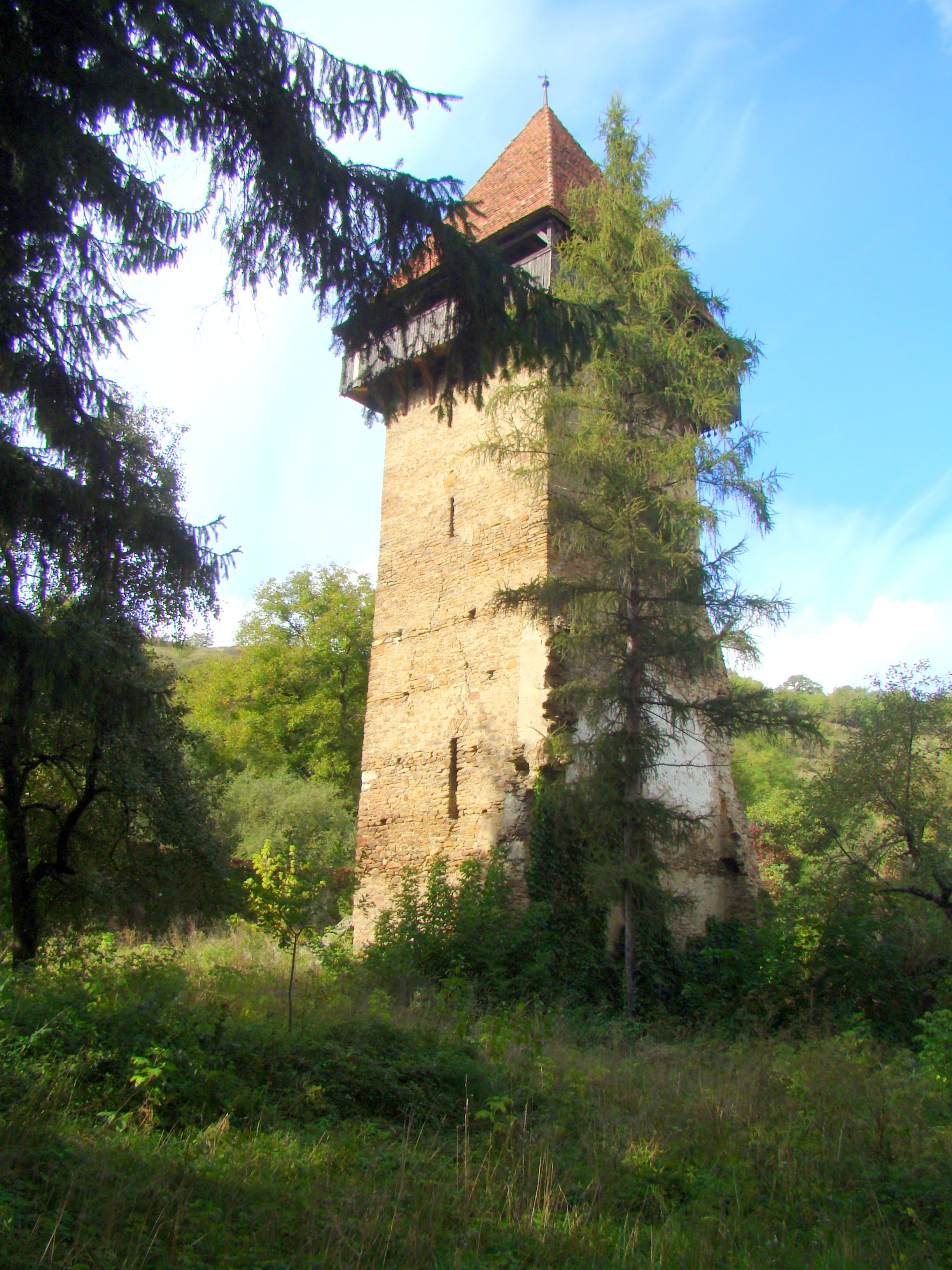
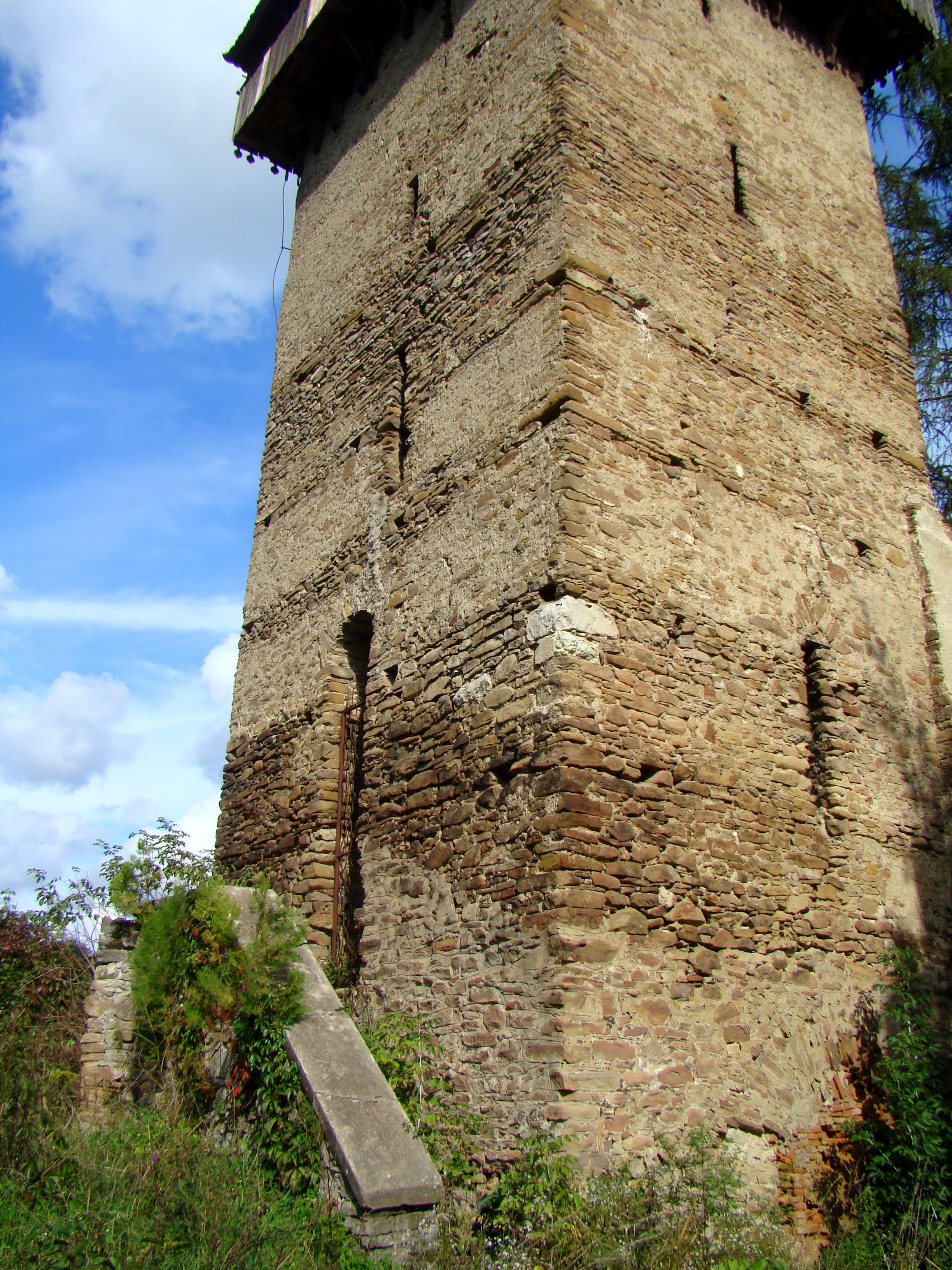
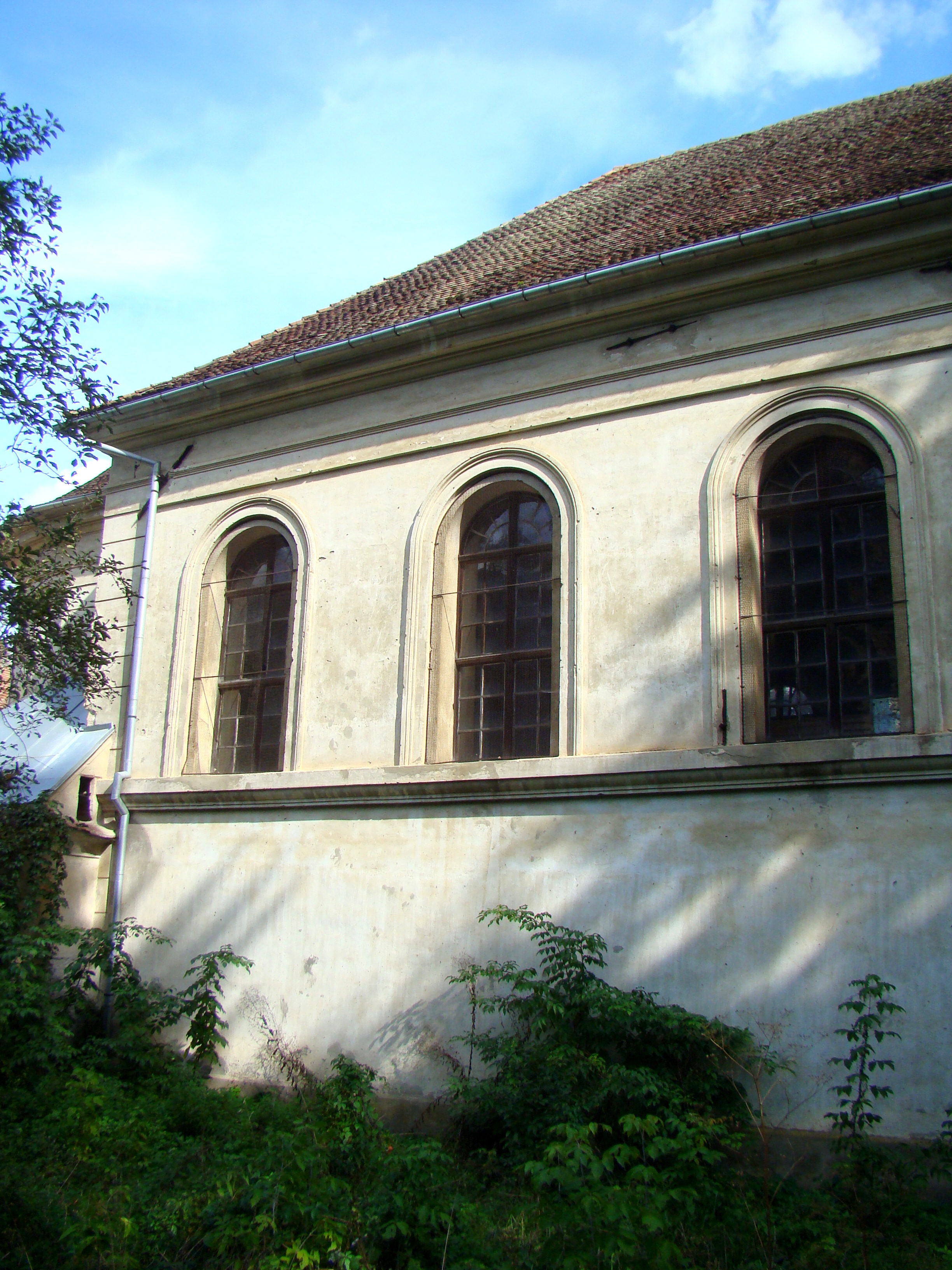
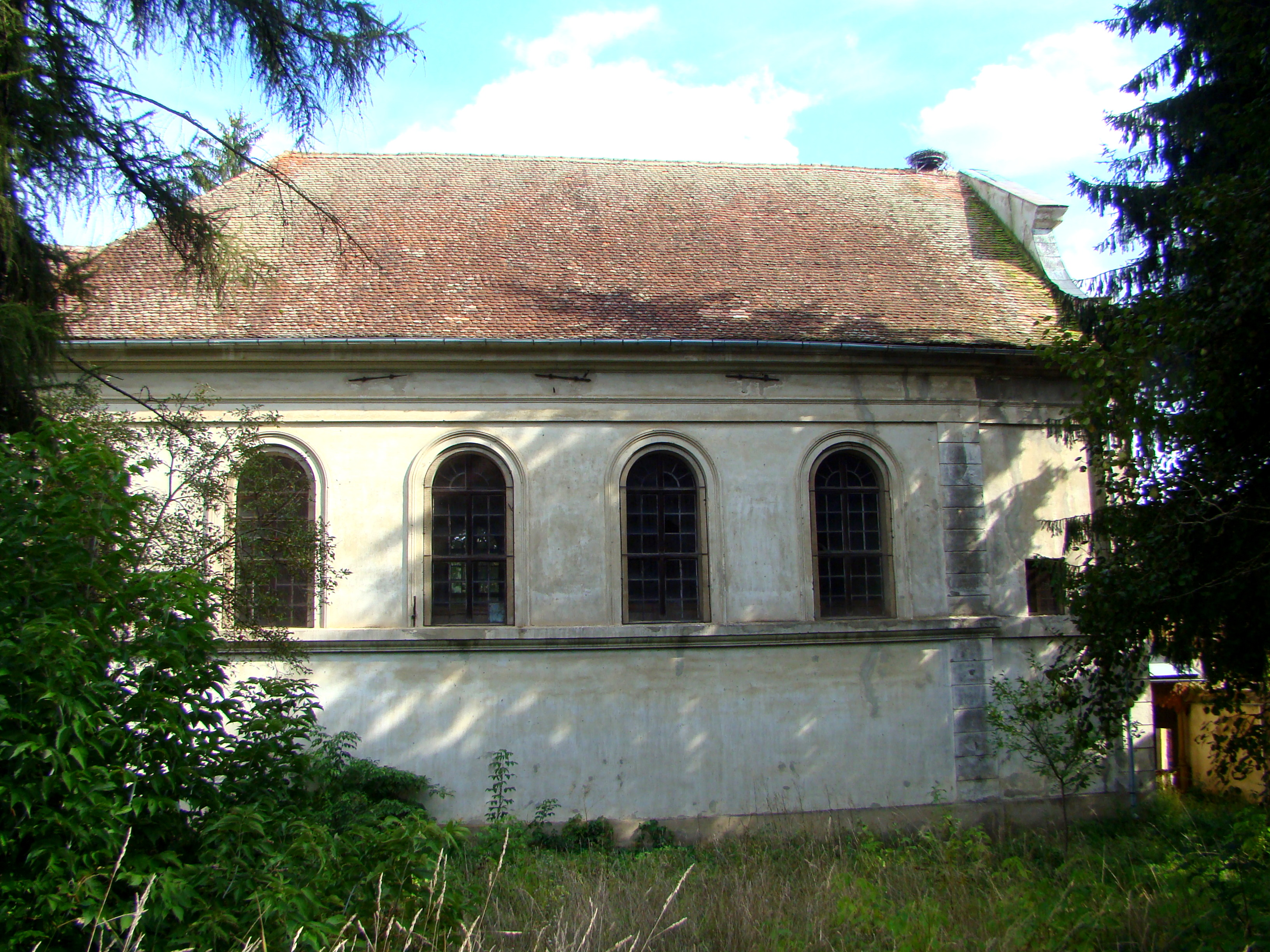
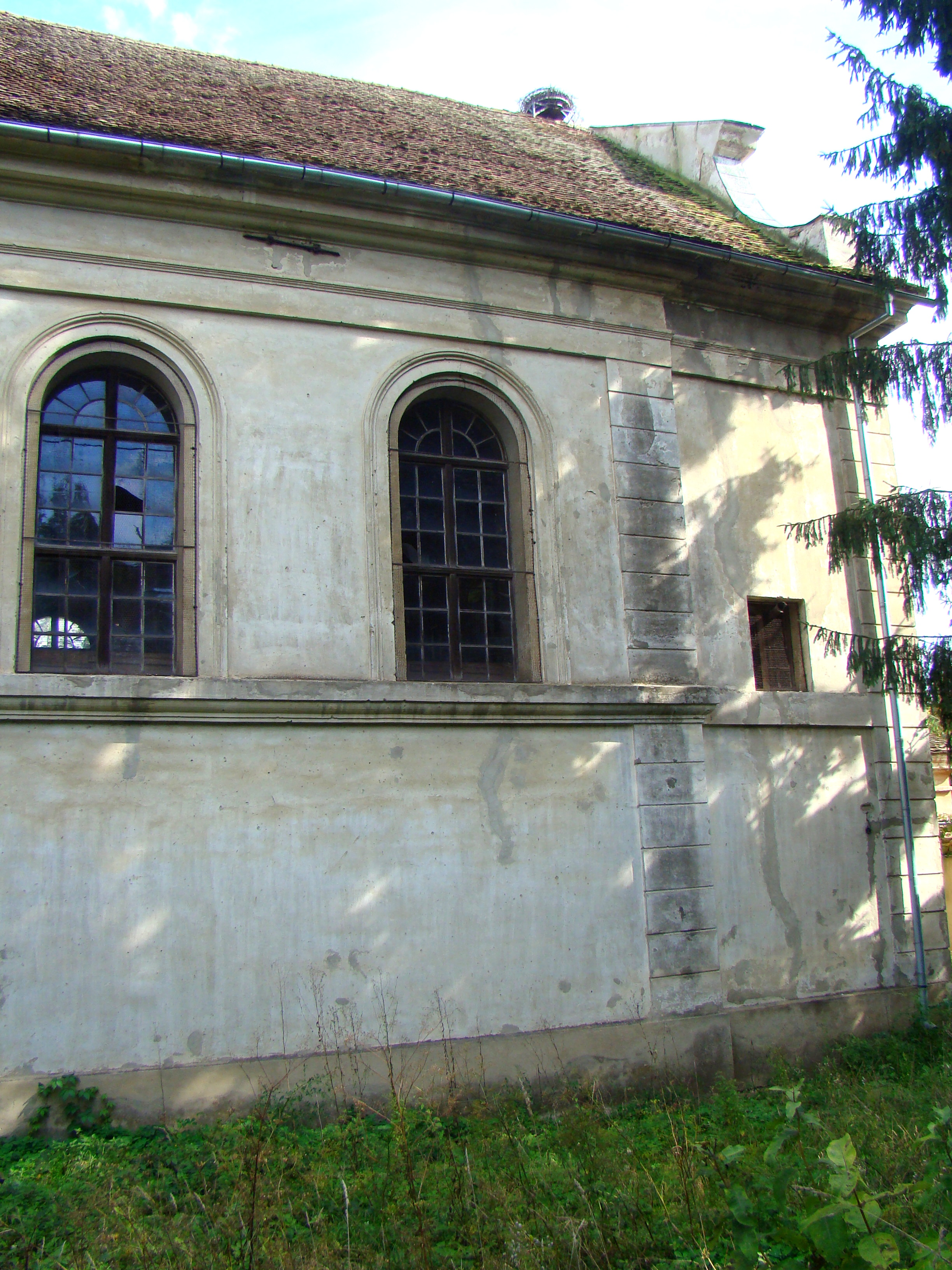
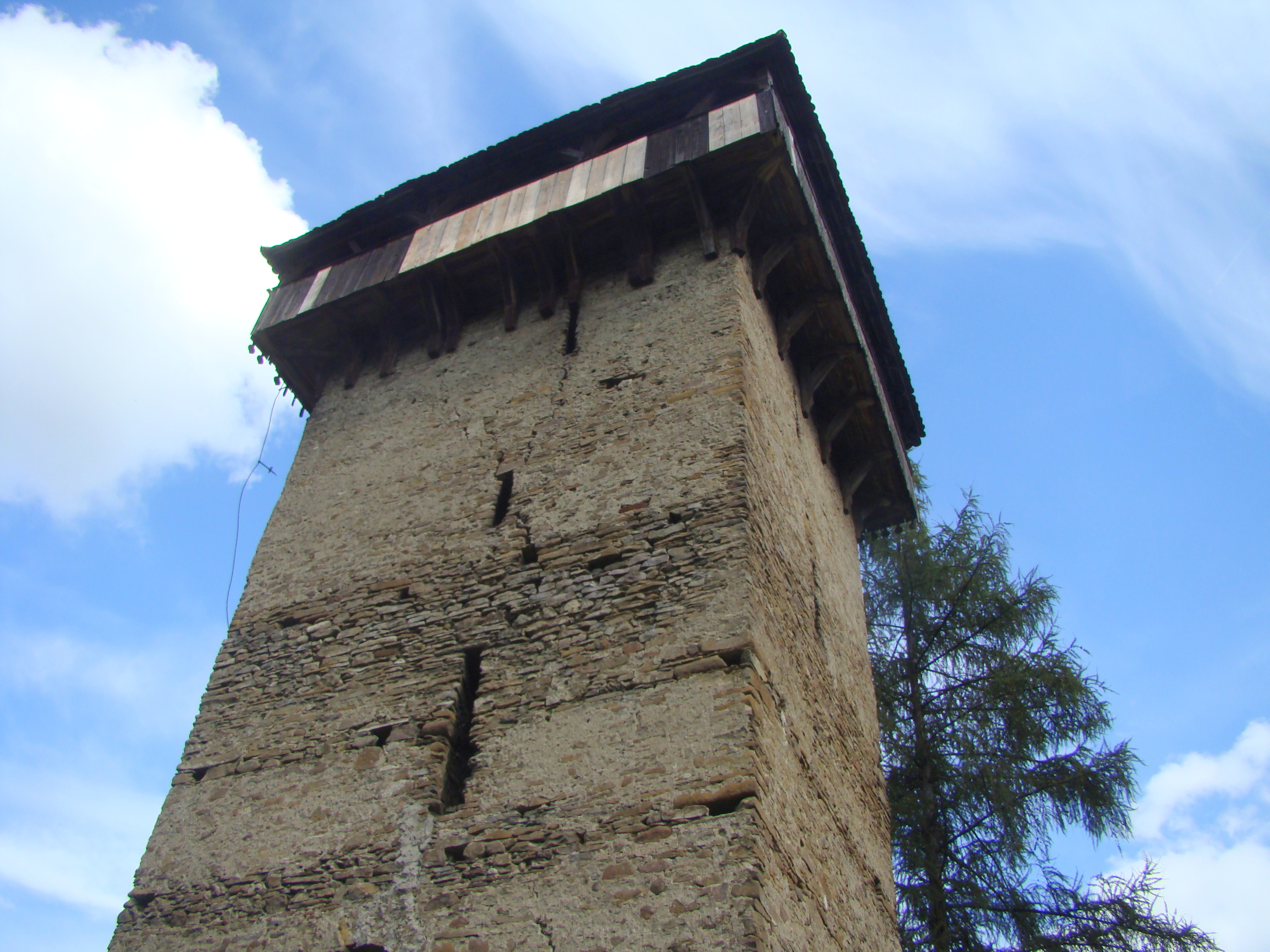
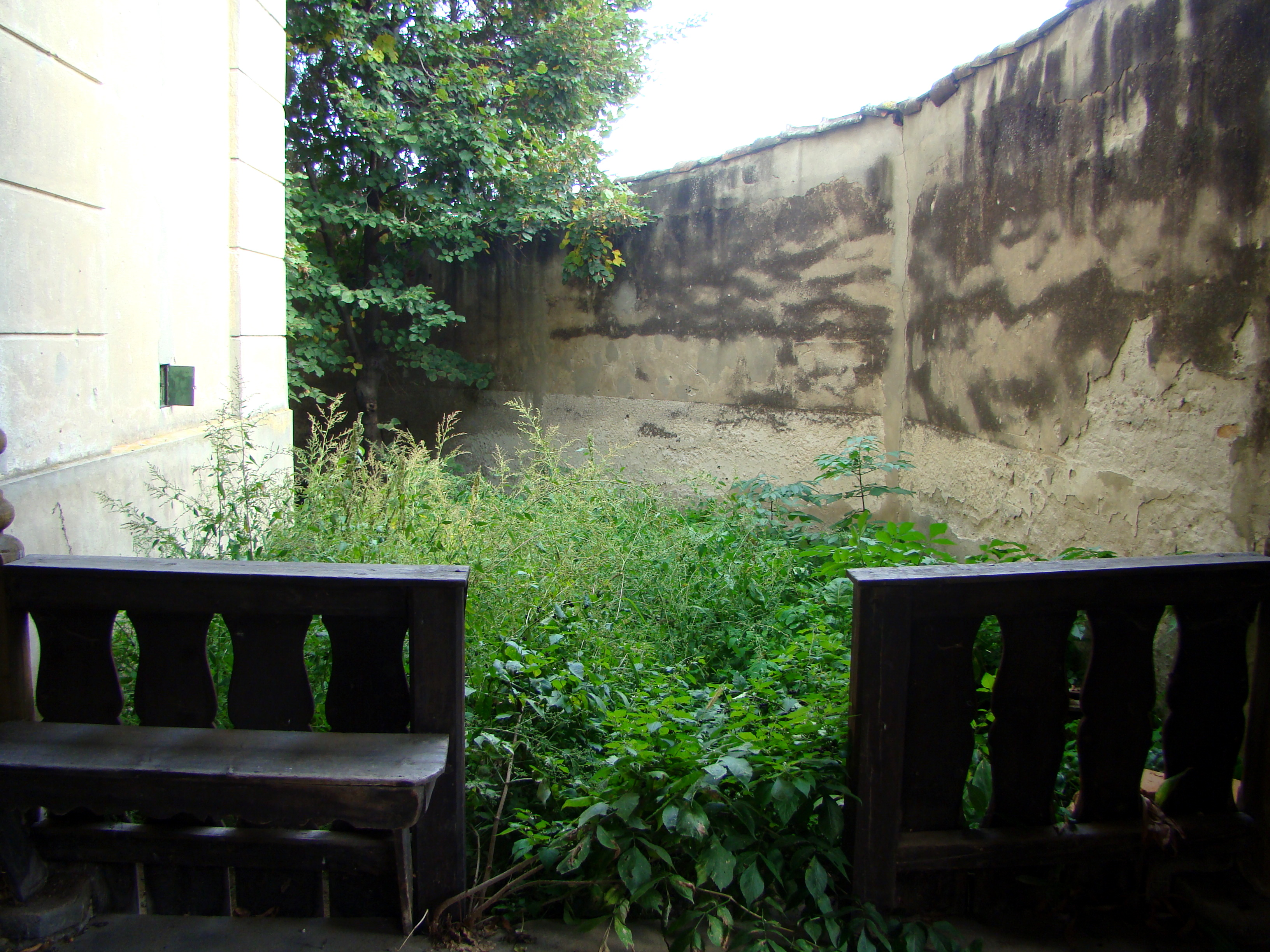
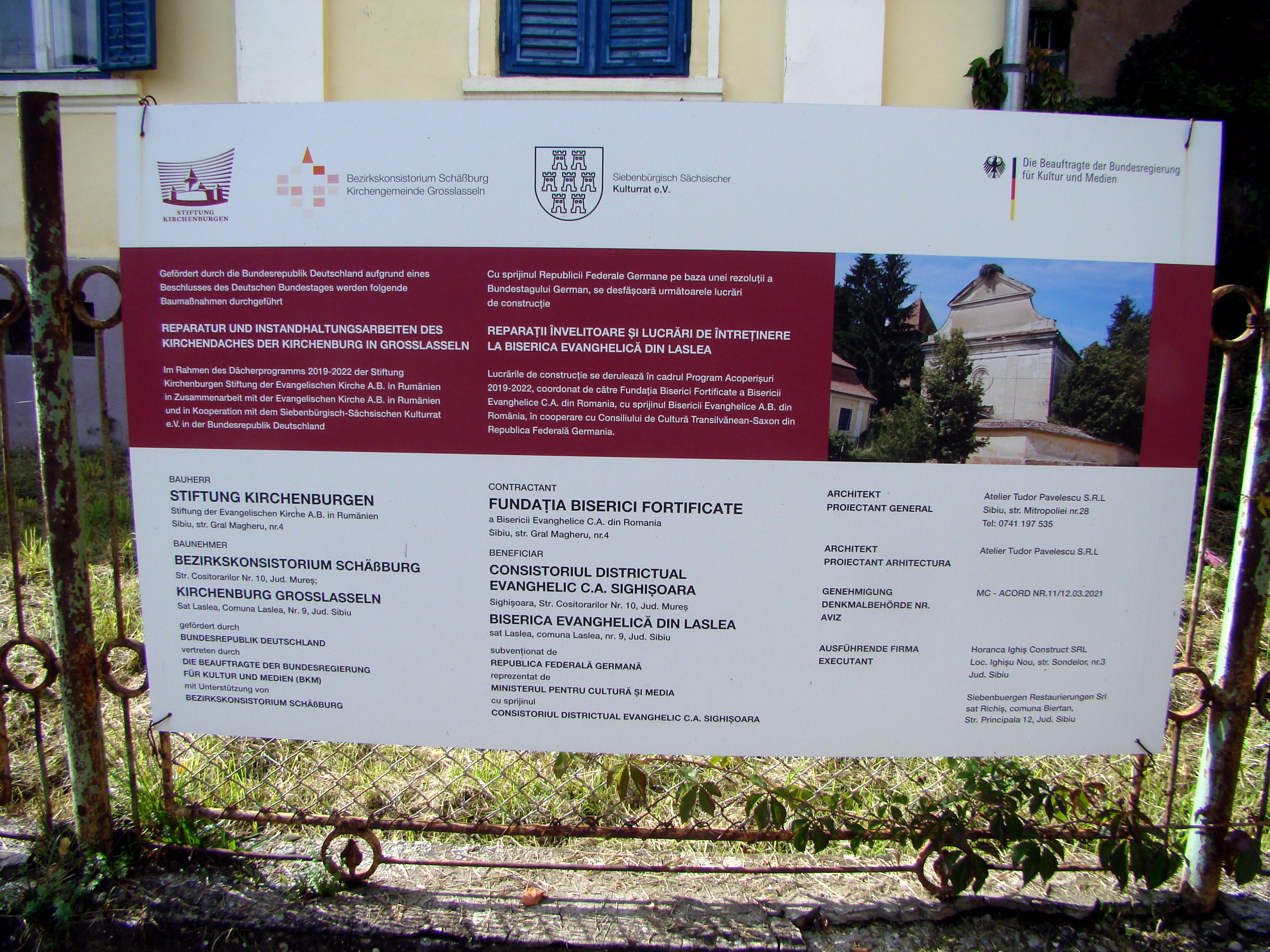
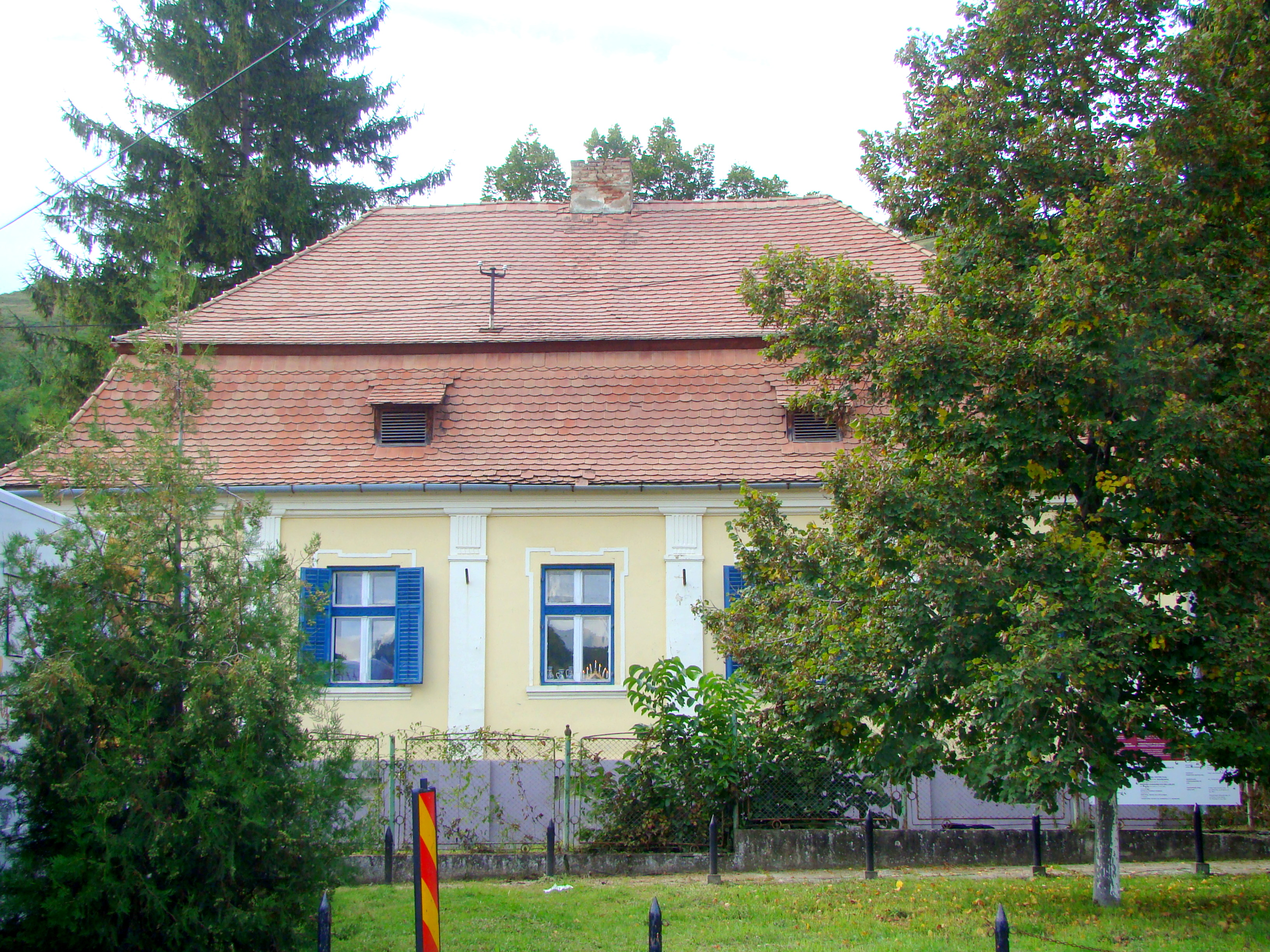
Casa parohială
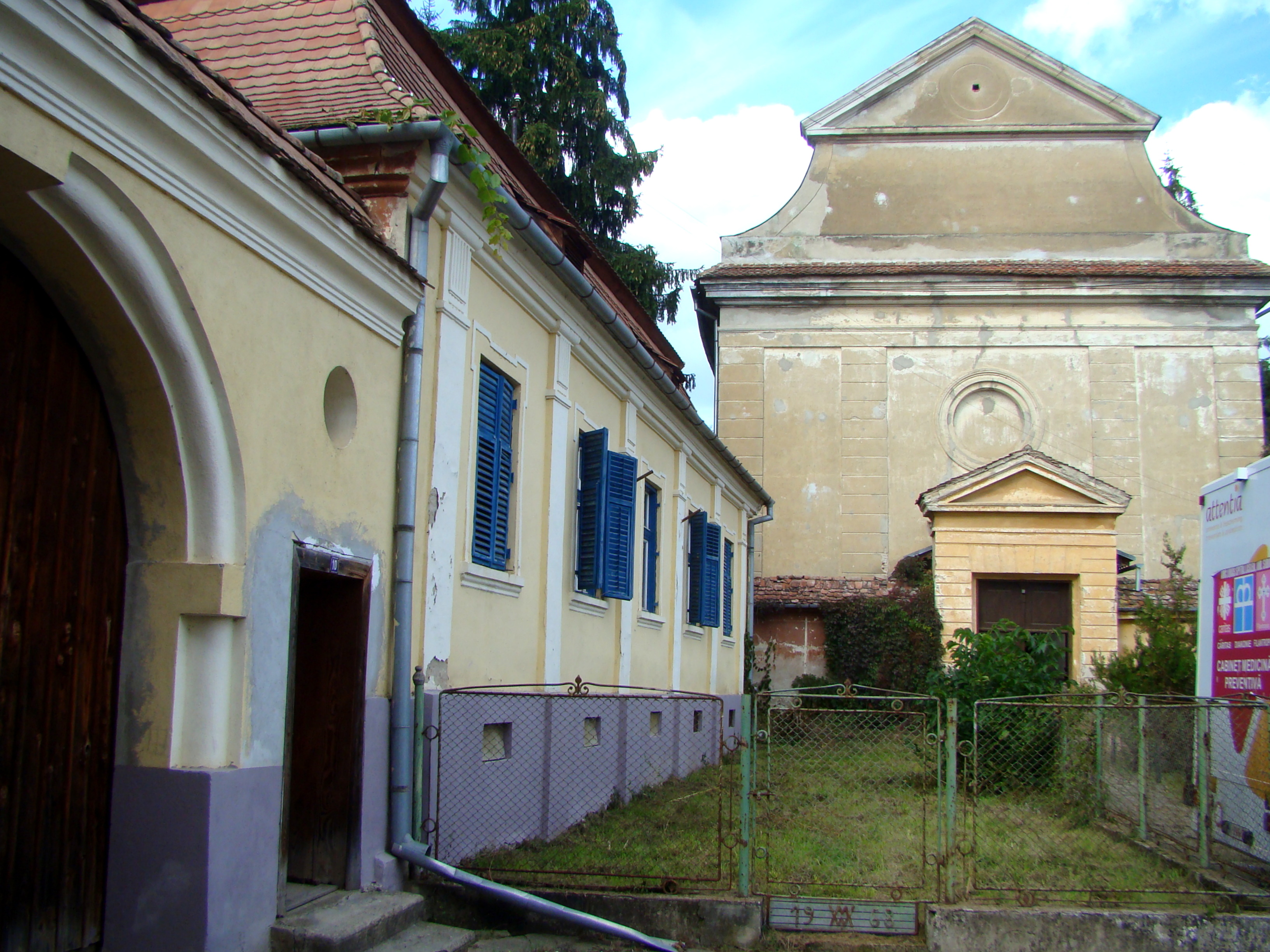
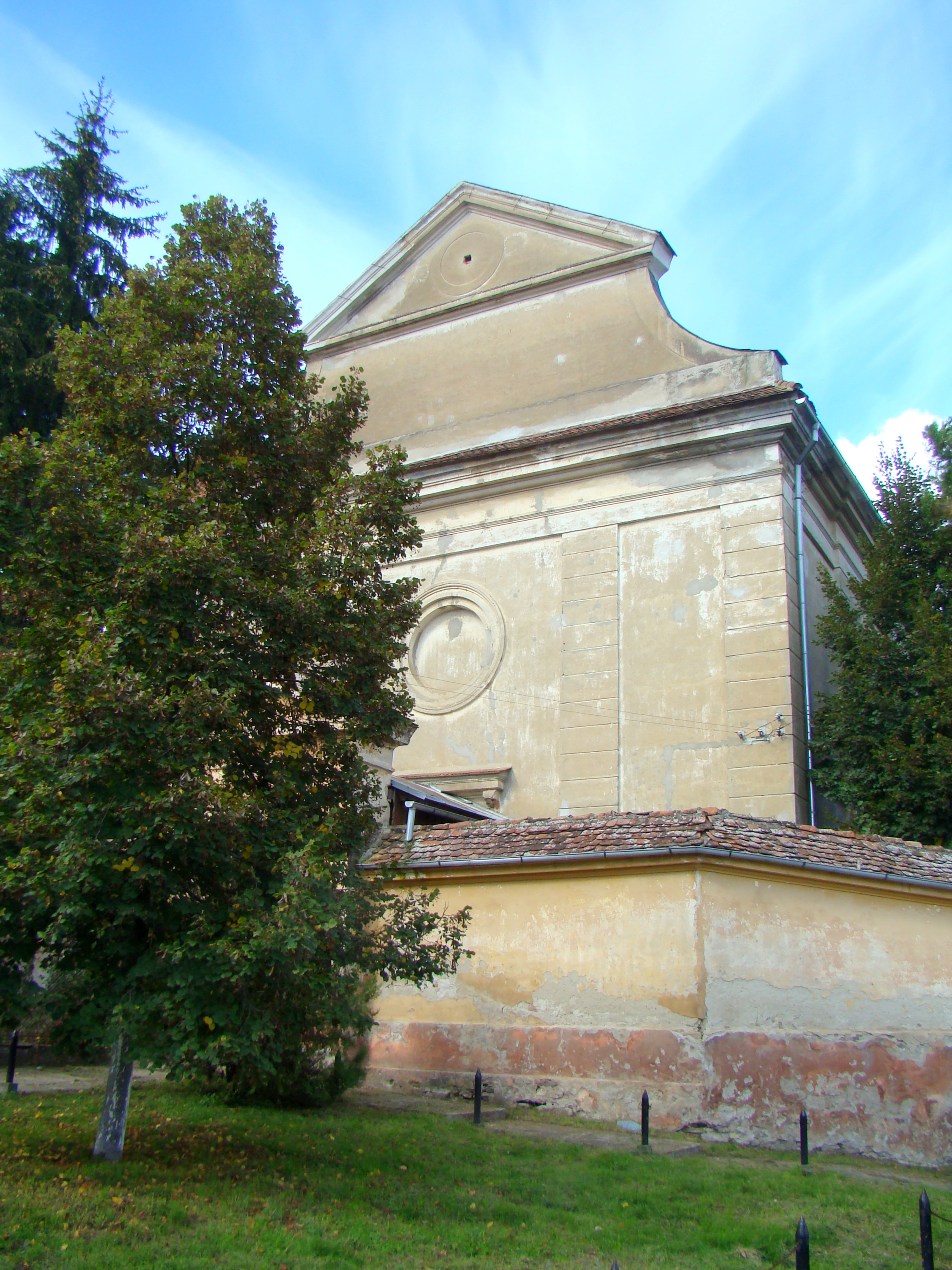
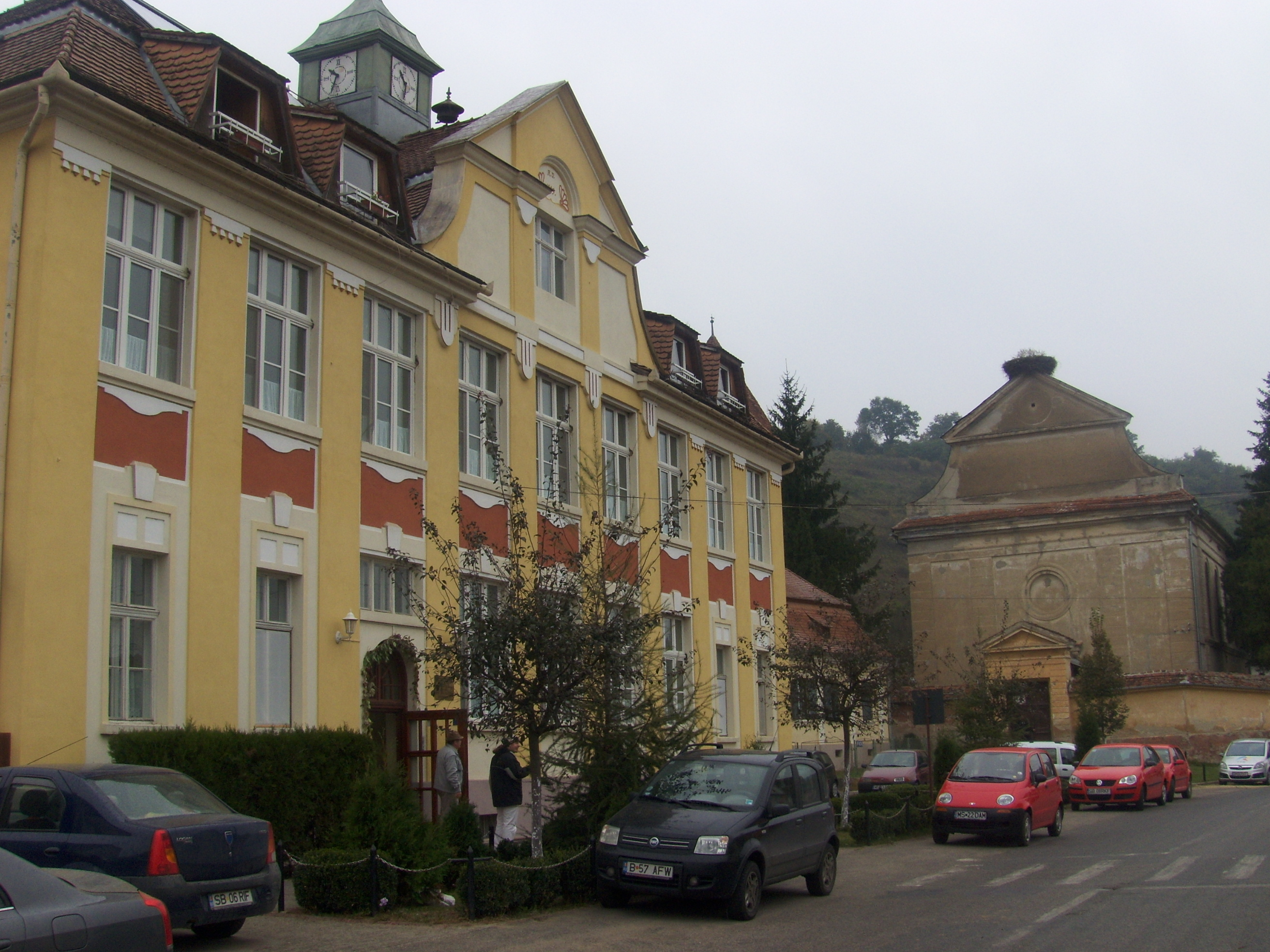